# Violetta (Fernsehserie)

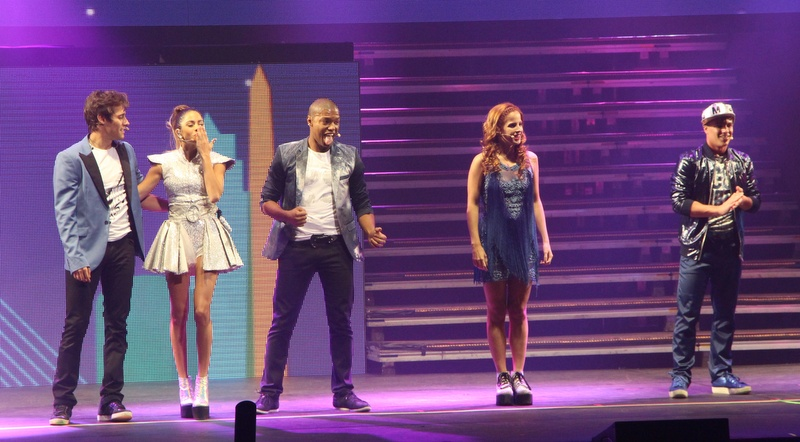
Die Hauptdarsteller Jorge Blanco, Martina Stoessel, Samuel Nascimento, Candelaria Molfese und Facundo Gambandé (v. l. n. r.) bei einem Konzert der Violetta LIVE Tour

Violetta ist eine argentinische Telenovela, die zusammen von den Disney Channels aus Lateinamerika, Osteuropa, dem Mittleren Osten und Subsahara-Afrika entwickelt wurde. Sie erzählt die Geschichte einer musikalisch begabten Jugendlichen (gespielt von der argentinischen Schauspielerin Martina Stoessel), die nach einigen Jahren mit ihrem Vater von Spanien zurück nach Argentinien zieht und dort ihrem Talent als Sängerin nachgeht. Die Erstausstrahlung erfolgte am 14. Mai 2012 auf dem Disney Channel in Lateinamerika. Die deutschsprachige Erstausstrahlung erfolgte am 1. Mai 2014 auf dem Free-TV-Sender Disney Channel.
Einen Gastauftritt in Staffel 2 hatte neben den in Lateinamerika bekannten Bands College 11 und Rock Bones auch die US-amerikanische Schauspielerin Bridgit Mendler von Meine Schwester Charlie. In Staffel 3 war außerdem die amerikanische Band R5 in einem Gastauftritt zu sehen. Die Telenovela endete am 6. Februar 2015 mit der 240. Episode.

## Produktion
Angesichts des Erfolgs argentinischer Telenovelas wie Floricienta und Patito Feo und der positiven Ergebnisse, die Nickelodeon mit lateinamerikanischen Koproduktionen erzielt hatte, entschied sich Disney für die Produktion einer eigenen Telenovela. Die Serie wurde in Argentinien in Zusammenarbeit mit der lokalen Produktionsfirma Pol-Ka realisiert. Die Besetzung bildeten Schauspieler aus Lateinamerika, Spanien und Italien.
Die Dreharbeiten zur ersten Staffel begannen im September 2011 in Buenos Aires und dauerten sieben Monate. Violetta wurde von Disney-Channel Lateinamerika, Europa, Naher Osten und Afrika koproduziert. Gedreht wurde in den Central-Park-Studios in Buenos Aires. Violetta wurde in HD aufgezeichnet. Am 31. Dezember 2011 strahlte der Disney-Channel Lateinamerika ein Neujahrs-TV-Special mit dem Titel Celebratón aus, in dem Martina Stoessel den Song Tu Resplandor sang. Disney Channel gab bekannt, dass Violetta 2012 ihre Premiere haben werde. Die Besetzung wurde erstmals am 22. Dezember 2011 der Öffentlichkeit präsentiert. Im März 2012 wurden die ersten Promos und Anzeigen zu Violetta veröffentlicht.
Anfang April 2012 wurde das Musikvideo „En Mi Mundo“, gesungen von Martina Stoessel, auf die YouTube-Seite des lateinamerikanischen Disney-Channels hochgeladen. Violetta feierte am 14. Mai 2012 auf den Disney-Channels Lateinamerika und Italien ihre Premiere. Die Besetzung besuchte Mexiko-Stadt und Bogotá, um die Serie zu bewerben, und sang live auf einer Radio-Disney-Veranstaltung im Luna-Park in Buenos Aires. Am 25. Oktober wurde die letzte Folge der ersten Staffel ausgestrahlt. Im September und im Oktober hatte die Serie in Brasilien, Frankreich, Israel und Spanien ihre Premiere.
Am 1. November 2012 begannen die Dreharbeiten für die zweite Staffel. Die zweite Staffel lief in Lateinamerika ab April 2013 und in Spanien und Italien ab Mai 2013. Am 11. Oktober 2013 wurde die letzte Folge der zweiten Staffel ausgestrahlt. Die letzten Szenen aus der zweiten Staffel wurden in Spanien gedreht.
In Zusammenhang mit der Serie wurden verschiedene Produkte auf den Markt gebracht wie eine offizielle Zeitschrift (verfügbar in Lateinamerika, Italien, Spanien und Deutschland), ein Sticker-Album (verfügbar in Frankreich, Lateinamerika, Italien und Spanien), eine Reihe von Büchern (verfügbar in Lateinamerika, Frankreich, Spanien und Italien) und Sammelkarten (verfügbar in Italien und Argentinien). Zudem wurden DVDs von Violetta in Italien und Spanien veröffentlicht.
Im Juni 2013 startete das Musical nach dreimonatiger Probe mit der kompletten Besetzung im Teatro Gran Rex in Buenos Aires. Nach dem Vorbild von Cris Morena spielte die Besetzung die Konzerte täglich während der Winterpause. Vor der Premiere waren alle 60 Konzerte mit über 200.000 Tickets ausverkauft. Nach den Konzerten in Buenos Aires ging die Tour weiter in Argentinien, Lateinamerika und Europa.
Diego Ramos bestätigte im April 2014, dass die Dreharbeiten zur dritten Staffel begonnen haben. Wie später bekannt gegeben wurde, soll die dritte Staffel die letzte sein.

## Handlung

### Staffel 1
Violetta ist ein cleveres und lebhaftes, wenn auch ein wenig einsames Mädchen mit besonderem Gesangstalent. Dieses Talent hat sie von ihrer Mutter, der Opernsängerin María Saramego, geerbt, die bei einem tragischen Unfall starb, als Violetta noch sehr klein war. Violettas Vater Germán ist ein Ingenieur und Inhaber eines erfolgreichen Bauunternehmens, das auf internationale Großprojekte spezialisiert ist. Obwohl Germán streng ist, liebt er Violetta über alles. Nach dem Tod seiner Frau beschließt er, geblendet von Trauer und Schmerz, Buenos Aires zu verlassen und mit Violetta nach Madrid zu ziehen, wo er sie von der Außenwelt abschirmt. Die einzigen Personen, zu denen Violetta in Madrid Kontakt hat, sind ihr Vater, Ramallo und ihre Hauslehrerin. Das ändert sich, als die beiden zurück nach Buenos Aires ziehen. Dort nimmt Violetta Klavierstunden an der berühmten Musikschule „Studio 21“. Ihre neue Hauslehrerin Angie hilft Violetta dabei, ihr Talent zu entdecken, und bestärkt sie darin, die Aufnahmeprüfung fürs Studio zu machen. Sie hilft Violetta zusammen mit Ramallo dabei, ihre Aufnahme im Studio vor ihrem Vater zu verheimlichen. Was anfangs keiner der Familie Castillo weiß: Angie ist die Schwester von Violettas Mutter und somit Violettas Tante.
Im „Studio 21“ findet sie echte Freunde, aber auch erste Feinde und stößt dabei auf ein lang gehütetes Familiengeheimnis. Sie findet dort außerdem ihre erste große Liebe: Tomás und León, zwei Jungen mit völlig entgegengesetzten Persönlichkeiten, die um einen Platz in Violettas Herzen kämpfen.
Im Studio kündigt Pablo, weil er bei der Schulaufführung nicht dabei war, als diese abgebrochen werden musste, da die Kulisse eingestürzt ist. Schuld daran ist Gregorio, der Pablo anonym anrief und sagte, dass Angie einen Unfall gehabt hätte. Anschließend brachte er die Kulisse zum Einsturz.
Nach Pablos Weggang wird Gregorio zum Direktor, der jede Gelegenheit nutzt, seine Macht zu demonstrieren und die Schüler zu terrorisieren. Er wirbt außerdem Broduey, einen begabten Tänzer aus Brasilien, als neuen Schüler im Studio an. Was jedoch keiner weiß: Broduey ist Gregorios Spion und soll ihm dabei helfen, die Vergehen der Schüler aufzudecken, um diese dann zu bestrafen. Broduey, der sich langsam mit den anderen anfreundet, will das zwar nicht, hat aber keine Wahl, weil Gregorio ihn sonst nach Brasilien zurückschickt. Dank der Unterstützung seiner Schüler wird Pablo nach einiger Zeit wieder als Lehrer eingestellt und bringt mit Federico einen weiteren neuen Schüler ins Studio. Wie sich später noch herausstellen wird, ist Federico der Sohn einer guten Freundin von Violettas Vater Germán und wird während seines Aufenthalts im Studio bei der Familie Castillo wohnen.
Im Studio 21 wird eine Reality-Show aufgenommen. Der Gewinner bekommt einen Plattenvertrag und seine eigene Konzert-Tour. Im Finale stehen Violetta und Federico. Obwohl Gregorio die Abstimmungsergebnisse zugunsten Violettas manipuliert hat, wird am Ende Federico zum Sieger gekürt und verlässt Buenos Aires, um seine Konzert-Tour zu starten. Weil Gregorio die Abstimmungsergebnisse manipuliert hat, wird Pablo, sehr zur Freude der Schüler, wieder Direktor des Studios.
Nachdem Germán erfahren hat, dass Angie seine Schwägerin und Violetta trotz seines Verbots Schülerin des Studios ist, beschließt er, mit seiner Tochter nach Katar zu ziehen. Violetta ist damit nicht zufrieden, da sie sich nicht schon wieder von ihrem Vater alles zerstören lassen möchte, was sie liebt. Auf dem Weg zum Flughafen hört Germán Violetta jedoch auf einer Aufnahme, die er von Angie bekommen hat, singen. Dadurch, dass ihre Stimme ihn sehr an seine verstorbene Frau María erinnert, ändert er sein Ziel. Er lässt Violetta in der Jahresabschlussshow auftreten. Vor der Show erklärt Tomás Violetta, dass er nach Spanien zurückkehren wird, da er dort eine Möglichkeit bekommen hat, seine Musik zu leben.

### Staffel 2
Das ursprünglich genannte „Studio 21“ heißt nun „Studio on Beat“. Nachdem Tomás nach Spanien zurückgekehrt ist, beginnt Violetta eine wunderbare Beziehung mit León, doch Diego, ein neuer Schüler, tut im Auftrag von Ludmila alles, um die beiden auseinanderzubringen. Violetta und Diego singen bei einer Live-Aufführung von YouMix ein Duett. Als Violetta stolpert, fällt sie in die Arme von Diego, der diese Gelegenheit nutzt, um Violetta vor den Augen des Publikums und Leóns zu küssen. Dieser trennt sich daraufhin von Violetta, weil er glaubt, dass der Kuss von ihr ausging. Violetta versucht alles, um León vom Gegenteil zu überzeugen. León glaubt Violetta allerdings nicht und geht nach einiger Zeit eine Beziehung mit seiner Motocross-Mechanikerin Lara ein. Violetta ist deshalb sehr verletzt und geht ihrerseits eine Beziehung mit Diego ein. Als León hört, dass Diego und Violetta ein Paar sind, reagiert er sehr eifersüchtig und versucht, Violetta davon zu überzeugen, dass Diego mit Ludmila unter einer Decke steckt und nur mit ihr zusammen ist, um ihr zu schaden. Violetta, die León immer noch liebt und verletzt ist, weil dieser mit Lara zusammen ist, glaubt León jedoch nicht und verlangt von ihm, sie und Diego endlich in Ruhe zu lassen. Da León Violetta ebenfalls noch liebt und nicht will, dass Diego sie verletzt, versucht er alles, um Diego zu enttarnen. Das wiederum gefällt seiner Freundin Lara nicht, der immer bewusster wird, dass es für León nicht einfach ist, Violetta zu vergessen. Da Lara León jedoch liebt, hofft sie, dass dieser Violetta irgendwann vergessen kann. Sie ignoriert sogar die Tatsache, dass er während ihres Dates „Ich liebe dich, Violetta“ zu ihr sagt und ihr nur Songs vorsingt, die er für Violetta komponiert hat.
Germán will Violetta noch immer vor allem und jedem beschützen, ist ihr gegenüber aber toleranter geworden. Dennoch verkleidet er sich als „Jeremias“, ein Klavierspieler, der im Studio unterrichtet, um Violetta so besser kontrollieren zu können. Er gewinnt nach einiger Zeit das volle Vertrauen von Violetta. Außerdem verliebt sich Angie in Jeremias, ohne zu wissen, dass es Germán ist. Als sie jedoch die Wahrheit erfährt, ist sie verletzt und enttäuscht von ihm. Sie beschließt kurze Zeit später, Buenos Aires zu verlassen und nach Frankreich zu ziehen. Jade und ihr Bruder Matías beauftragen eine Schauspielerin namens Esmeralda, die Angie und Germán auseinanderbringen und danach mit Germán eine Beziehung eingehen soll, um so an dessen Vermögen zu kommen. Sie schafft es schließlich, nicht nur mit Germán zusammenzukommen, sondern versteht sich auch sehr gut mit Violetta, weswegen Angie eifersüchtig wird. Jade und Matías gelingt es, an das Vermögen von Germán zu kommen. Als dieser und Esmeralda heiraten wollen, schieben die beiden Esmeralda die Schuld in die Schuhe, die daraufhin das Land verlassen muss.
Für ein Projekt müssen Violetta und León zusammenarbeiten und kommen sich nach den ganzen Streitigkeiten endlich wieder näher. Sie merken beide, dass sie noch starke Gefühle für den anderen haben und sehnen sich danach, wieder zusammen zu sein. Sie trauen sich jedoch nicht, dem jeweils anderen ihre Gefühle zu gestehen. Nachdem Francesca, Diego, León und Violetta einen Wettbewerb im Studio gewonnen haben, reisen sie nach Spanien, um dort einen Auftritt zu absolvieren. Vor der Reise macht Lara mit León Schluss, da ihr klar geworden ist, dass er nicht sie, sondern Violetta liebt. Als sie in Spanien sind, versucht León alles, um Violetta zurückzugewinnen, jedoch glaubt sie, dass er nur mit ihr zusammen sein will, weil Lara mit ihm Schluss gemacht hat. Kurze Zeit später findet León heraus, dass Diego tatsächlich nur mit Violetta zusammen ist, weil Ludmila ihn dazu angestiftet hat, um im Gegenzug Informationen über seinen Vater zu erhalten. Wie sich später noch herausstellen wird, ist Gregorio Diegos Vater. León sagt Francesca, dass er, nachdem Violetta aufgetreten sein wird, ihr das Video zeigen wird, welches er von dem Gespräch zwischen Diego und Ludmila gemacht hat. Violetta hört dieses Gespräch mit und schaut sich das Video auf Leóns Handy an. Danach ist sie so verletzt, dass sie nicht mehr auftreten kann. León kommt ihr jedoch zu Hilfe und die beiden versöhnen sich. Einige Zeit und ein paar weitere Missverständnisse später kommen die beiden wieder zusammen und küssen sich am Ende der Jahresabschlussshow.

### Staffel 3
Dank YouMix sind Violetta und die anderen nun berühmt. Sie reisen für einige Wochen durchs Land und geben eine Reihe von Konzerten. Nachdem sie wieder in Buenos Aires sind, hat León einen Motorradunfall und fällt ins Koma. Violetta besucht ihn jeden Tag im Krankenhaus und redet mit ihm in der Hoffnung, dass er wieder aufwacht. Am elften Tag nach Leóns Unfall singt sie Nuestro Camino und küsst León kurz darauf, woraufhin dieser aufwacht. Als dann ein neuer Schüler namens Alex auftaucht und sich in Violetta verliebt, reagiert León sehr eifersüchtig, was schließlich zu einem Streit zwischen ihm und Violetta führt. Als León dann auch noch Gery kennenlernt und ihr zu einem Job bei Gregorio verhilft, verschlimmert sich der Streit zwischen León und Violetta. Kurze Zeit später trennen sich die beiden schließlich. León hat beschlossen, das Studio zu verlassen, um mit Maxi, Andrés und Broduey eine Band zu gründen. Da Gery aber andauernd bei den Jungen ist, wird Violetta eifersüchtig, da sie genau weiß, dass Gery in León verliebt ist. Violetta verkleidet sich daraufhin als Roxy und wird zusammen mit Fausta (Francesca) ein Teil von Leóns Band. Dieser verliebt sich jedoch in Roxy und versucht, sie für sich zu gewinnen, nicht ahnend, dass Roxy Violetta ist. Nachdem León Roxy geküsst hat, erkennt er, dass es Violetta ist. Er ist wütend auf sie.
Gery, die in León verliebt ist, nutzt Leóns Wut auf Violetta aus und spinnt eine Intrige gegen sie, um sie so noch weiter von León zu entfernen. Sie hofft, dass, wenn sie León dazu bringt, Violetta zu hassen, sie selbst mit León zusammenkommt. Am Anfang scheint ihr Plan aufzugehen. León wendet sich tatsächlich von Violetta ab. Aber nach einiger Zeit und weiteren Intrigen von Gery, merkt León, dass er Violetta trotz allem immer noch liebt und wieder mit ihr zusammen sein will. Er küsst Violetta daraufhin vor den Augen seiner Freunde. Obwohl sie sich lieben, beschließen die beiden jedoch, weiterhin nur gute Freunde zu bleiben, da sie wissen, dass es nur Komplikationen geben würde. Nach einiger Zeit ist ihre Sehnsucht zueinander jedoch so groß, dass sie wieder zusammen sein wollen. Alex und Gery, die die Sehnsucht zwischen León und Violetta bemerken, planen gemeinsam eine Intrige, um die beiden endgültig auseinanderzubringen.
Francesca ist nach der Trennung von Marco am Boden. Sie freundet sich mit Diego an, mit dem sie dann später auch zusammen kommt.
Germán lernt unterdessen Priscilla Ferro, die Mutter von Ludmila, kennen und verliebt sich in sie. Die beiden kommen zusammen und heiraten. Priscilla zieht daraufhin mit Ludmila bei den Castillos ein. Aus diesem Grund raufen sich Violetta und Ludmila zusammen und versöhnen sich. Als Angie nach Buenos Aires zurückkehrt, wird Priscilla eifersüchtig, da sie erkennt, dass Angie Germán nach wie vor liebt. Sie schmiedet deshalb einige Intrigen gegen Angie. Als Violetta herausfindet, dass Priscilla Angie das Leben zur Hölle macht, stellt sie diese zur Rede. Daraufhin schubst Priscilla Violetta von einer Treppe, was ihr jedoch zum Verhängnis wird, denn Germán findet es heraus und lässt sich von Priscilla scheiden. Er nimmt Ludmila bei sich auf. Gery und Alex (Clement) halten Violetta und León immer noch auseinander. Alex/Clement bemerkt, dass er Gefühle für Gery hat, und will sie daran hindern, Violetta und León auseinanderzuhalten. Violetta findet heraus, dass Alex Clement ist und hilft ihm, woraufhin León eifersüchtig wird. Violetta und León streiten nur noch. Clement und Gery nehmen ihren Mut zusammen, sagen Violetta und León die Wahrheit und entschuldigen sich für ihr Verhalten bei den beiden. Violetta und León kommen wieder zusammen und schwören sich, dass nichts und niemand sie mehr trennen kann. Ludmila und Federico kommen ebenfalls wieder zusammen, als Federico ihr einen Stern, den er nach ihr benennt, schenkt. Germán macht Angie einen Heiratsantrag und ein paar Monate später heiraten sie.

## Figuren

### Hauptfiguren
Germán Castillo
Germán ist der Vater von Violetta und ein brillanter Ingenieur. Er besitzt eine internationale Baufirma, die öffentliche und private Projekte in großem Maßstab betreibt. Er ist intelligent und ein strenger Vater. Seit dem Tod seiner Frau sorgt er sich zu sehr um Violettas Wohlempfinden. Am Anfang ist Germán mit Jade zusammen, die seiner Meinung nach einen guten Einfluss auf seine Tochter hat, aber sie ist nur hinter Germáns Geld her. Allerdings verliebt er sich in Violettas Lehrerin Angie, sodass er sich später von Jade trennt. Als er Angie seine Gefühle gesteht, fühlt sie sich für diese Beziehung nicht bereit. Wie er später erfährt, ist sie außerdem seine Schwägerin.
In Staffel 2 beginnt er eine Beziehung mit Esmeralda. Später nimmt er eine Lehrtätigkeit im Studio als Pianist an, auch um Violettas Talent zu fördern. Dies tut er aber als Jeremias verkleidet, um Violetta im Auge zu haben. In der 3. Staffel verliebt er sich in Priscila Ferro, Ludmilas Mutter, und heiratet diese. Ludmila und Violetta werden Stiefschwestern sowie Freundinnen und singen auf Germáns und Priscilas Hochzeit das Lied „Si es por Amor“. Er trennt sich aber von Priscila und heiratet in der letzten Folge der 3. Staffel Angie Carrará.
Violetta Castillo

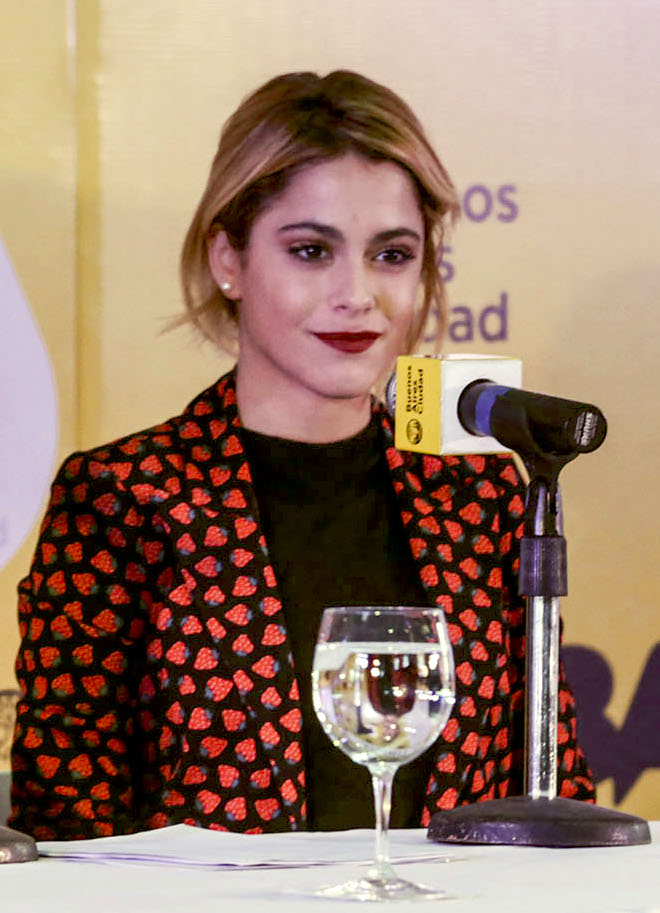
Martina Stoessel spielt Violetta Castillo

Violetta ist ein cleveres, lebhaftes, liebenswürdiges und sensibles Mädchen, aber auch ein wenig einsam. Sie hat ihre einzigartige und wunderschöne Stimme von ihrer Mutter María geerbt. Als sie mit ihrem Vater Germán von Spanien zurück nach Buenos Aires zieht, nimmt sie Klavierunterricht an der renommierten Musikschule „Studio on beat“. Auf der Schule findet sie neue Freunde wie Francesca, Camilla und Maxi. In der Schule verliebt sie sich in León und Tomás. Sie wird später von den beiden vor die Wahl gestellt, sich für einen von ihnen zu entscheiden. Da Violetta jedoch beide liebt, sagt sie ihnen, dass sie sich für keinen der beiden entscheidet und vorerst lieber alleine bleibt. Tomás verlässt kurz darauf das Studio 21 und kehrt nach Spanien zurück.
In der 2. Staffel steht Violetta vor einem neuen Problem. Diego, ein neuer Schüler des On beat Studios, versucht alles, um Leon und Violetta auseinanderzubringen. Als er Violetta während einer Aufführung küsst, trennt sich León von ihr und geht sehr zum Leid von Violetta eine Beziehung mit Lara ein. Da Violetta verletzt ist, weil Leon mit einer anderen zusammen ist, tröstet Diego sie und kommt dann schließlich doch noch mit ihr zusammen. Violetta jedoch kann León nicht vergessen, was Diego dazu veranlasst, einige Intrigen gegen León zu spinnen, damit Violetta ihn hasst. Am Anfang geht Diegos Plan zwar auf, aber mit der Zeit kommen sich die beiden wieder näher und merken, dass sie sich noch lieben. Sie schaffen es allerdings nicht, dem anderen ihre Gefühle zu offenbaren. Kurze Zeit später trennt sich Lara von León, weil sie gemerkt hat, dass León Violetta noch liebt. Diego, León, Francesca und Violetta reisen gemeinsam mit Antonio nach Spanien. In Spanien erfährt Violetta auch von der Trennung von León und Lara. Sie ist einerseits zwar glücklich über die Trennung der beiden, hat aber andererseits auch Angst davor, wieder eine Beziehung mit León einzugehen. Als León Violetta fragt, ob sie ihn noch liebt, sagt sie ihm, dass sie keine Gefühle mehr für ihn hat und Diego der einzige ist, den sie liebt. Nachdem Violetta die Wahrheit über Diegos und Ludmilas Plan erfahren hat, trennt sie sich von ihm. Sie nähert sich daraufhin wieder León an. Als sie eine Umarmung von ihm mit Lara sieht, glaubt sie, dass die beiden wieder ein Paar sind, und geht deswegen wieder auf Distanz zu ihm. León, der nicht weiß, dass Violetta ihn zusammen mit Lara gesehen hat, gesteht ihr seine Liebe und ist mehr als verwirrt, als sie ihn, ohne jeglichen Grund zu nennen, zurückweist. Da Violetta immer noch davon ausgeht, dass die beiden zusammen sind, sagt sie Lara, dass Leon und sie zwar eine Vergangenheit miteinander haben, aber sie nicht mehr als Freunde sind und sie ihrer Beziehung zu León nicht im Weg stehen wird. Lara sagt Violetta daraufhin, dass sie und León sich getrennt haben, weil ihr klar geworden ist, dass León sie nicht liebt und Violetta schon. Kurze Zeit später kommt Violetta wieder mit León zusammen.
Tomás Heredia
Tomás ist gutaussehend, unkompliziert, selbstbewusst und manchmal auch ein wenig verträumt. Er kann wunderbar singen und spielt in seiner Freizeit Gitarre. Seine Lieder sind Ausdruck seiner Persönlichkeit. Er kommt eigentlich aus Spanien, ist jedoch nach Buenos Aires gezogen, obwohl sein Vater noch in Spanien lebt. Er wohnt deshalb bei seiner Tante. Um seinen Lebensunterhalt zu verdienen, arbeitete er als Pizzabote in der Restobar. Später wurde er aber wegen einiger Fehler entlassen. Kurz darauf arbeitete er als Assistent von Roberto in der Musikschule „Studio 21“. Er besuchte schließlich dank eines Stipendiums von Roberto das „Studio 21“. Gregorio kann Tomás von Anfang an überhaupt nicht leiden und versucht alles, um ihn aus dem Studio zu verdrängen. Tomás verliebt sich Hals über Kopf in Violetta. In den letzten beiden Folgen der 1. Staffel küssen sie sich, kommen jedoch nicht zusammen. Er hat eine kurze Beziehung mit Ludmila und Francesca. Am Ende der ersten Staffel kehrt er nach Spanien zurück.
León Vargas

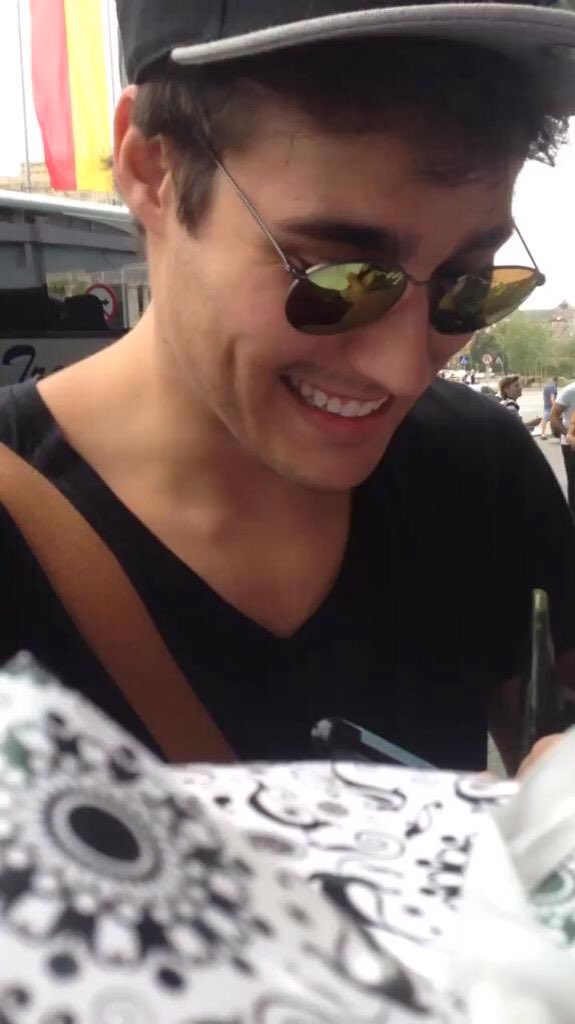
Jorge Blanco spielt León Vargas

León ist am Anfang arrogant und ein wenig eitel, hat aber eigentlich ein gutes Herz. Noch dazu ist er einer der attraktivsten Jungen im „Studio 21“. Später, als er sich in Violetta verliebt, wird er freundlich und mitfühlend. Er ist nicht nur ein Schüler am Studio, er ist auch der beste Klavierspieler. Er hat ein großes künstlerisches Potenzial. León kommt aus einer wohlhabenden Familie und musste noch nie für sein Geld arbeiten. Sein schlechtestes Verhalten zeigt er immer in der Nähe seiner (Ex-)Freundin Ludmila. Als Ludmila sich in Tomás verliebt, will sich León an ihr rächen und verführt Violetta deshalb. Als er aber Violetta besser kennenlernt, verliebt er sich in sie, und die beiden werden ein Paar. Er trennt sich allerdings von ihr, als er merkt, dass Violetta noch immer Gefühle für Tomás hat.
In der 2. Staffel hat er zunächst eine Beziehung mit Violetta. Als diese jedoch von Diego während einer Aufführung geküsst wird, trennt er sich von ihr. Er geht daraufhin eine Beziehung mit Lara ein, in der Hoffnung, so Violetta endlich vergessen zu können. Als ihm klar wird, dass er Violetta nicht vergessen kann und sie die einzige ist, die er liebt, trennt er sich von Lara.
Durch die Beziehung zu Violetta beginnt er sich zu verändern und freundet sich mit Maxi, Francesca, Camila, Napo, Braco und später Broduey an. Sie verstehen sich alle sehr gut, was wiederum Ludmila nicht passt. Deshalb versucht sie, seine Beziehung mit Violetta sowohl in der ersten als auch in der zweiten Staffel zu sabotieren.
Ludmila Ferro
Ludmila ist das It-Girl der Musikschule „Studio 21“. Sie ist ebenso glamourös wie manipulativ, arrogant und nicht immer ganz ehrlich. Ludmila stammt aus einer reichen Familie und bekommt immer, was sie will. Sie steht gern im Rampenlicht und kümmert sich am liebsten um ihr Aussehen. Trotz ihrer Beziehung mit León hat sie ein Auge auf Tomás geworfen, der jedoch nichts von ihr wissen will, da er in Violetta verliebt ist. Deshalb schmiedet sie mehrere Intrigen gegen Violetta, die Tomás und Violetta letztendlich entzweien sollen. Sie versucht außerdem alles, um Violetta vor Tomás als schlechten Menschen darzustellen. Als Violetta mit León zusammenkommt, nutzt sie das aus, um Tomás endgültig gegen Violetta aufzubringen. Im Laufe der ersten Staffel kommen Ludmila und Tomás für kurze Zeit doch noch zusammen. Als er allerdings ihr wahres Gesicht erkennt, trennt er sich von ihr. Das kann Ludmila nicht auf sich sitzen lassen und schmiedet einen teuflischen Plan, um sich an ihm zu rächen. In Violetta findet sie ihre stärkste Konkurrentin, weil Violettas Talent sie in den Schatten stellen könnte. Um sicherzustellen, dass sie weiterhin der „Star“ des Studios ist, versucht sie alles, um Violetta zu zerstören. Sie sabotiert deshalb die Beziehung zwischen León und Violetta in den ersten beiden Staffeln. In der 2. Staffel heuert sie zusätzlich ihren Jugendfreund Diego an, um Violettas Leben zu zerstören. Ludmila verliebt sich im Laufe der zweiten Staffel in Federico. Sie werden ein Paar. Jedoch trennen sie sich in der 3. Staffel wieder und kommen erst gegen Ende wieder zusammen. Nachdem Germán Ludmilas Mutter heiratet, werden sie und Violetta Stiefschwestern. Als Angie jedoch zurückkehrt, wird Ludmilas Mutter eifersüchtig auf die Freundschaft zwischen Germán und Angie. Sie lässt ihre ganze Wut, die sie auf Angie hat, an ihrer Tochter aus.
Germán sieht in Ludmila so etwas wie seine 2. Tochter und lässt sie sogar nach der Trennung von Ludmilas Mutter weiter bei sich wohnen. Als Priscila Violetta die Treppe runterschubst, glaubt Violetta, dass Ludmila es war. Als Ludmila jedoch ihre Unschuld beteuert, glaubt niemand außer Germán ihr. Als León und Violetta jedoch die Wahrheit herausfinden, entschuldigt sich Violetta bei ihr und die beiden werden Freundinnen. Ludmila fängt daraufhin an, sich zu ändern, und sieht in Violetta und Co. keine Konkurrenten mehr, sondern ihre Familie.
Andrés Calixto
Andrés ist ungeschickt, romantisch und vergesslich und ziemlich schusselig. Aber er gibt sich Mühe in allem, was er tut. Er ist der beste Freund von León und immer für ihn da. Andrés hat ein großes Herz und immer ein offenes Ohr für die Probleme seiner Freunde. Am Anfang der 1. Staffel hatte er eine kurze Beziehung mit Andrea, die ihn aber nur benutzt hat, um Maxi eifersüchtig zu machen.
In Staffel 2 schwärmt er zunächst für Lara, die jedoch in seinen besten Freund León verliebt ist. Später verliebt er sich in zwei Mädchen, zum einen in Emma und zum anderen in die Gewinnerin des YouMix-Wettbewerbs. Seine Wahl ist das zweite Mädchen, das aber später Buenos Aires verlässt.
Natalia „Naty“ Vidal
Natalia, auch sehr oft „Naty“ genannt, ist Ludmilas rechte Hand, auch wenn es manchmal so scheint, als wäre sie Ludmilas Haustier. Tief im Inneren ist sie ein sehr unsicheres Mädchen, das glaubt, der einzige Weg zum Erfolg wäre, zu Ludmila zu gehören. Ihr ist bewusst, dass sie von Ludmila ausgenutzt wird, aber bleibt bei ihr, weil sie Angst hat, alleine und ohne Freunde zu sein. Ihre kleine Schwester ist Lena, die in der 1. Staffel kurzzeitig im Studio Schülerin ist und in der 2. und 3. Staffel kurze Gastauftritte hat.
In der 2. Staffel freundet Naty sich aber mit den anderen an. Sie entwickelt schon am Ende der 1. Staffel Gefühle für Maxi. Daraufhin geht sie eine Beziehung mit ihm ein.
Francesca „Fran“ Caviglia
Francesca ist klug, aufopferungsvoll und eine gute Freundin. Ihre Familie tut sich schwer, ihre Musikstunden zu bezahlen. Deshalb hilft sie im Restaurant ihres Bruders Luca aus. Sie ist in ihren besten Freund Tomás verliebt, der in der Restobar als Pizzabote jobbt und später Schüler im „Studio 21“ wird. Daher kann sie Violetta am Anfang auch nicht leiden. Als sie diese jedoch besser kennen lernt, werden sie beste Freundinnen. Sie ist außerdem eng mit Camila und Maxi befreundet. Im Laufe der 1. Staffel kommt sie mit Tomás zusammen. Als sie jedoch merkt, dass der noch Violetta liebt, trennt sie sich von ihm.
In Staffel 2 beginnt sie eine Beziehung mit Marco, die zu Beginn der 3. Staffel endet. Anschließend freundet sie sich mit dessen gutem Freund Diego an und beginnt eine heimliche Beziehung mit ihm. Als Violetta durch Zufall von Francescas Beziehung zu Diego erfährt, ist sie Anfangs sauer, weil sie ihr nichts davon gesagt haben. Sie freut sich am Ende aber trotzdem für die beiden.
Camila „Cami“ Torres
Camila, auch „Cami“ genannt, ist ein lustiges, offenes Mädchen, das alles für ihre Freunde tun würde. Zudem hat sie einen großen Sinn für Gerechtigkeit und kämpft für ihre Überzeugungen. Sie träumt von einer Karriere als Sängerin, weiß aber, dass sie noch einen weiten Weg vor sich hat. Ihre besten Freunde sind Maxi und Francesca, später auch Violetta. Sie verliebt sich in Broduey und kommt auch in der Mitte der 1. Staffel mit ihm zusammen. Als sie jedoch erfährt, dass er mit seiner Rückkehr nach Brasilien gelogen hat, trennt sie sich wieder von ihm.
In der 2. Staffel hat sie zunächst eine Beziehung mit Seba von den Rockbones, kommt am Ende der Staffel jedoch wieder mit Broduey zusammen.
Maximilliano „Maxi“ Ponte
Maximilliano, der immer nur „Maxi“ genannt wird, ist witzig, kreativ, klug und verträumt. Er ist der beste Tänzer des „Studios 21“. Zudem spielt er Keyboard, ist ein Ass am Synthesizer und träumt von seinem eigenen Album. Seine besten Freunde sind Camila, Francesca und später auch Violetta. Er und Camila teilen sich ihre musikalischen Vorlieben und ihren Hass gegen Ludmila. Er verliebt sich oft, nur ist er leider nicht sehr erfolgreich dabei.
Er verliebt sich in Naty, mit der er schließlich am Ende der 1. Staffel eine Beziehung eingeht. In Staffel 3 trennt er sich kurzzeitig von Naty und verliebt sich in Matylda. Doch dann merkt er, dass er Naty immer noch liebt und kommt wieder mit ihr zusammen.
Luca Caviglia
Luca ist der Bruder von Francesca. Er ist ehrgeizig, anständig und hat eine starke Persönlichkeit. Er kritisiert Tomàs am Anfang der ersten Staffel immerzu. Das legt sich aber, als er merkt, dass seine Schwester auf ihn steht. Er betreibt die Bar, die an die Musikschule grenzt und in der die Schüler der Schule meist ihre Freizeit verbringen, und wird der Moderator der YouMix Talentshow. Er nervt oft die Leute damit, dass er ihnen etwas vorsingen und ständig seine Kunst mit den Ballonfiguren vorführen will.
Brako
Brako ist freundlich, intelligent und ein bisschen wild und lebt oft in seiner eigenen Welt. Er ist ein Hip-Hop-Tänzer. An seinem Aussehen und seinem Akzent kann man erkennen, dass er aus einem fremden Land kommt. Ein spezielles Land wird allerdings nie genannt. Zudem spricht er mehrere Sprachen. Wenn er wütend oder nervös wird, fängt er an, in seiner Muttersprache zu sprechen. Er kennt auch immer ein Sprichwort oder einen Ratschlag für jeden Anlass aus seinem Land, das aber meist unlogisch klingt. Er sagt dann immer, es höre sich in seiner Sprache besser an. Er ist immer bereit, seinen Freunden zu helfen. In der 1. Staffel ist er kurz in Violetta verliebt, die davon aber nichts weiß. Er ist auch kurz in die Cousine von Maxi verliebt, aber die verlässt nach kurzer Zeit die Stadt. Am Ende der 1. Staffel verlässt Braco das Studio. Es wird allerdings nie erwähnt und auch kein Grund dafür genannt.
Ángeles „Angie“ Carrará
Angie ist Germáns Schwägerin – die Schwester von Germáns verstorbener Frau María –, Violettas Tante und seit der letzten Folge der dritten Staffel auch dessen Frau, wovon Violetta und auch alle anderen im Hause Castillo bis zur Mitte der 1. Staffel nichts wissen. Sie ist dynamisch, charismatisch und hat eine Leidenschaft für Musik und Kunst. Als Violetta nach Buenos Aires zurückkehrt, gibt sich Angie per Zufall als Hauslehrerin aus und gibt Violetta heimlich Gesangsunterricht. Angie ist an der Musikschule „Studio 21“ Lehrerin, aber das verheimlicht sie auch im Hause Castillo. Angie hat zunächst eine Beziehung mit Pablo, welche aber nicht von langer Dauer ist. Als Germán seine Gefühle für Angie gesteht, fühlt sie sich für diese Beziehung nicht bereit. Sie glaubt, dass sie ihre Schwester betrügt, wenn sie etwas mit Germán anfängt, und weist ihn deshalb zurück.
In der 2. Staffel ist Angie eifersüchtig auf Esmeralda, weil diese mit Germán verlobt ist und sich außerdem auch mit Violetta gut versteht. Als Angie erfährt, dass Jeremias, in den sie sich verliebt hat, in Wahrheit Germán ist, geht sie nach Frankreich und nimmt dort eine Stelle als Komponistin an. Zu Beginn der dritten Staffel kehrt sie nach Buenos Aires zurück. Sie ist weiterhin in Germán verliebt. Da dieser jedoch mit Priscila verheiratet ist, versucht sie, ihre Gefühle zu unterdrücken. Am Ende der 3. Staffel kommen sie jedoch zusammen und heiraten kurze Zeit später.
Jade LaFontaine
Jade ist verführerisch, eifersüchtig, ein wenig verrückt. Sie versucht, die Menschen um sie herum zu beeinflussen, und ist dazu sehr oberflächlich. Sie ist immer mit ihrem Aussehen beschäftigt und in der 1. Staffel Germáns Freundin, die in Wahrheit nur versucht, an Germáns Geld zu kommen. Jade stammt aus einer reichen Familie und ist sehr verwöhnt. Sie hat einen Bruder namens Matias. Ihre übertriebene Art lässt sie manchmal ziemlich lächerlich wirken. Sie bemüht sich sehr um Violettas Zuneigung, kann diese jedoch nicht von sich überzeugen und so versucht sie, Violetta loszuwerden. Der Traum von einer Hochzeit mit Germán, die ihr ein Leben in Luxus garantieren würde, ist nah, und sie ist sich in ihrer Sache sehr sicher, bis Angie auf der Bildfläche erscheint.
In Staffel 2 heuert sie als Reaktion auf die Trennung von Germán die Schauspielerin Esmeralda an, um an sein Geld zu kommen. In der dritten Staffel lernt sie Nicolás Cortez kennen und verliebt sich in ihn. Die beiden heiraten. Sie kauft daraufhin das Gebäude, worin sich das Studio befindet, um in Germáns Nähe zu sein und ernennt sich zur Direktorin des Studios. Als Nicolás das herausfindet trennt er sich von ihr. Dabei merkt Jade, dass sie nicht mehr Germán, sondern Nicolás liebt. Später versöhnen sich die beiden.
Matías „Matí“ LaFontaine
Er ist Jades Bruder. Er schmiedet Pläne, wie er an Germáns Vermögen herankommt, um Millionär zu werden. In der zweiten Staffel schafft er es auch tatsächlich. Er verliebt sich in die Kommissarin Marcela Parodi.
Olgita „Olga“ Patricia Peña
Olga ist lustig, redselig, gesellig und spontan. Sie ist die Hausfrau der Familie Castillo und kümmert sich um Violetta, als wäre diese ihre eigene Tochter. Außerdem ist sie auch eine gute und fürsorgliche Freundin, die aber sehr leicht eifersüchtig wird. Des Weiteren ist sie eine richtige Klatschtante. Olga ist am Anfang in Ramallo verliebt, aber später auch in Cardoso. Zwischenzeitlich ist sie mit Beto zusammen. Olga, Beto und Ramallo gründeten die Band „Persönlicher Sicherheitsabstand“. Am Ende kommt sie schließlich mit Ramallo zusammen.
Lisandro Ramallo
Lisandro wird eigentlich nur „Ramallo“ genannt. Er ist die rechte Hand von Germán, zudem ist er dessen Vertrauter und Manager, aber auch der beste Freund. Er beschützt Violetta und kümmert sich um sie, als wäre sie seine eigene Tochter. Olga ist in ihn verliebt. Er legt viel Wert auf „Persönlichen Sicherheitsabstand“.
Gregorio Casal
Gregorio ist der Tanzlehrer im Studio OnBeat und war in der ersten Staffel gegen Ende einmal Direktor. Nachdem Pablo herausgefunden hat, dass er die Show sabotieren wollte, wird er von Antonio entlassen. In Staffel 2 wird sein Posten durch Jackie ersetzt, jedoch wird er später von Antonio wieder eingestellt. Er ist der Vater von Diego. In Staffel 3 gründet er zusammen mit Diego das „Art Rebel“. Nach Antonios Tod kehrt er ins Studio zurück und wird wieder Direktor.
Roberto „Beto“ Benvenuto
Beto ist sympathisch, sensibel, liebenswert, umständlich und auch tollpatschig. Er ist Lehrer an der Musikschule „Studio 21“ und ein „unverstandenes Genie“. Die Schüler lieben ihn. Beto fällt mit seiner Kleidung, seinen struppigen Haaren und seinem unordentlichen Auftreten auf. Seine Lehrerkollegen, vor allem Gregorio, finden sein Auftreten des Öfteren peinlich. Er hat keine Angst zu sagen, was er denkt. Sein Talent ist nicht zu leugnen, oft gibt er Antworten, die nur er versteht. Bevor Violetta ins Studio kam, war er ihr Klavierlehrer. Tomás ist sein Schützling und Assistent. Er fördert sein Talent. In der zweiten Staffel verliebt er sich in Jackie, die aber zu dem Zeitpunkt mit Pablo zusammen ist. In Staffel 3 kommt er mit Olga zusammen, doch später trennen sie sich wieder.
Pablo Galindo
Pablo ist der Direktor des „Studios 21“ und alle Schüler lieben ihn wegen seiner lieben Art. Er ist der beste Freund von Angie, aber ist auch wahnsinnig in sie verliebt. Pablo wird im Laufe der Zeit eifersüchtig auf Germán. Er hat eine kurze Beziehung mit Angie. Wegen des Ausfalls einer Show, in der er Regie führt, hat er gekündigt und jobbt kurzzeitig als Kellner in der Restobar. Später kehrt er ins „Studio 21“ zurück und ist wieder Lehrer und später auch wieder Direktor. In der zweiten Staffel kommt er mit Jackie zusammen, die sich aber vor ihrer Kündigung aus Eifersucht auf Angie von ihm trennt. Nach Antonios Tod verlässt er das Studio und wird später der Manager von der Band der Jungs. Dabei verliebt er sich in die Produzentin Brenda und die beiden kommen später zusammen. Schließlich kehrt er ins Studio zurück und wird wieder Direktor.
Antonio Fernández Méndez
Antonio ist der Gründer des Studios. Er ist der Onkel von Jackie und war ein Freund von María. In der Mitte der 3. Staffel stirbt er aus unbekannten Gründen.
Napoleón „Napo“ Ferro
Napo ist Ludmilas Cousin und Bracos bester Freund. Er spielt nur in Staffel 1 mit.
Broduey Silva
Broduey ist ein Student des Studios 21, der später (Mitte der 1. Staffel) hinzukommt. Bevor er nach Argentinien ging, wohnte er in Sao Paulo in Brasilien. Er war zuerst für kurze Zeit in Violetta verliebt, sie jedoch nicht in ihn. Francesca und Camila verliebten sich sofort in ihn und begannen, um ihn zu streiten, beendeten dies aber aus Rücksicht auf ihre Freundschaft schnell wieder. Später kommt Broduey mit Camila zusammen. Er war der ungewollte Spion von Gregorio. Da Camila denkt, er würde zurück nach Brasilien ziehen, macht sie ihm die Tage vor der Abschlussshow durch nette Gesten, Dates und mehr schöner. Broduey jedoch hat nicht den Mut, ihr nach all dem Aufwand zu sagen, dass er dies nie vorhatte, und behält dies für sich. Als es herauskommt, macht sie schweren Herzens Schluss. Später kommen sie aber wieder zusammen.
Marotti
Marotti ist der ausführende Produzent von YouMix, einer Webshow des „Studios 21“. Es ist ihm wichtig, dass die Reality-Show erfolgreich ist. Dabei wendet er manchmal nicht so nette Methoden an. Marotti war in der 1. und 2. Staffel Nebendarsteller.
Federico „Fede“ Paccini
Federico ist ein Austauschschüler aus Italien. Nach seiner Ankunft in Buenos Aires wohnt er im Haus von Violetta, weil er der Sohn eines Freundes von Germàn ist. Am Anfang kann er nicht mit Violetta zusammenarbeiten, doch dann lernt er sie besser kennen und verliebt sich in sie, aber sie gibt ihm einen Korb. Er gewinnt die Reality-Show YouMix und wird ein internationaler Star. In der zweiten Staffel kehrt er wieder ins Studio zurück und verliebt sich in Ludmila. Sie werden ein Paar. In der dritten Staffel trennen sich die beiden, kommen aber wieder zusammen, da Federico Ludmilla einen Stern schenkt.
Diego Hernández
Diego kommt in der 2. Staffel als neuer Schüler ins Studio 21. Er kommt aus Spanien, ist arrogant und von sich überzeugt. Sein „Bad-Boy“-Auftreten spricht Violetta nicht sehr an. Als Leon sich jedoch von ihr trennt, verliebt sie sich dennoch in ihn. Er wird von seiner Jugendfreundin Ludmila damit beauftragt, Violettas Herz zu erobern und einen Krieg gegen León zu führen, um im Gegenzug Informationen über seinen Vater zu bekommen, was er in die Tat umsetzt. Doch Diego entwickelt echte Gefühle für Violetta und versucht deshalb alles, um León von ihr fernzuhalten. Er geht sogar so weit, dass er behauptet, dass León die Gitarre zerstört hätte, die Violetta Diego geschenkt hat. Die beiden trennen sich, als Violetta den wahren Grund der Beziehung herausfindet. Er erfährt kurze Zeit darauf, dass Gregorio sein Vater ist, entschuldigt sich bei Violetta für sein Verhalten und gesteht ihr, dass er sich wirklich in sie verliebt hat.
In der dritten Staffel freundet er sich mit Francesca an. Als diese sich von ihrem Freund Marco getrennt hat, kommen sich die beiden näher und beginnen eine heimliche Beziehung. Als Violetta davon erfährt, ist sie erst sauer auf die beiden, weil sie ihr nichts davon gesagt haben, freut sich aber dann doch für sie. Diego freundet sich außerdem mit León und den Jungs an und gründet außerhalb des Studios eine Band mit ihnen.
Lara Jiménez
Lara ist eine Motocross-Mechanikerin. Sie ist eine starke, hart arbeitende und unabhängige Frau. Sie ist in León verliebt und neidisch auf dessen Beziehung zu Violetta. Im Laufe der Zeit kommen Lara und León zusammen, jedoch merkt sie schnell, dass León noch immer Violetta liebt. Sie versucht, Leóns Gefühle für Violetta zu akzeptieren, und hofft, dass er sie eines Tages vergessen kann. Während ihrer gesamten Beziehung hat Lara jedoch das Gefühl, dass zwischen Leon und Violetta immer noch starke Gefühle bestehen, und konfrontiert ihn deshalb mehrmals mit ihrer Vermutung. León beteuert jedoch, dass das nicht stimme und Lara die einzige sei, die ihm wichtig ist, und seine Gefühle für Violetta der Vergangenheit angehören. Als Lara jedoch ein Gespräch zwischen León und Violetta mit anhört und sie und Diego die beiden erwischen, als sie sich gerade umarmen, werden ihre Zweifel wieder bestärkt. Beim Vortanzen für den You-Mix Dance Wettbewerb, an dem Leon mit Violetta teilnimmt, bemerkt sie, dass die beiden immer noch tiefe Gefühle füreinander haben und dass auch ihre Beziehung zu León nichts daran ändern kann.
Ihr wird außerdem klar, dass León sie nicht wirklich liebt. Der einzige Grund, warum er überhaupt mit ihr zusammen ist, ist der, Violetta endlich vergessen zu können. Als ihr das bewusst wird, trennt sie sich schließlich von ihm, einerseits, weil sie mit niemandem zusammen sein will, der nicht sie, sondern eine andere liebt, andererseits, weil sie Leons Glück nicht ihm Weg stehen will, und sie jetzt ganz genau weiß, dass er nur mit Violetta wirklich glücklich sein kann.
Ihr ist es auch zu verdanken, dass León und Violetta wieder zusammenkommen. Lara sagt Violetta anschließend, dass sie und León getrennt sind und dass Violetta die einzige ist, die León liebt.
Jacqueline „Jackie“ Saenz
Jacqueline Saenz ist die Nichte von Antonio und die neue Tanzlehrerin in der 2. Staffel. Sie ist sehr streng zu den Studenten und verlangt von ihnen, dass diese alles geben, um perfekt zu sein. Sie ist eine alte Freundin von Pablo, und die beiden kommen sich während der 2. Staffel näher, sehr zum Missfallen von Angie. Deshalb geraten die beiden häufiger aneinander. Außerdem versucht sie alles, damit ihr Onkel Antonio das Studio verkauft, weil sie denkt, sie könnten sonst in schwerwiegende finanzielle Probleme geraten. Sie trennt sich von Pablo, da sie erkennt, dass er Angie liebt. Außerdem kündigt sie ihren Job und verlässt das Studio.
Marco Tavelli
Marco ist Mexikaner, lebt in Argentinien und ist mit Diego befreundet. Er verliebt sich in Francesca und kommt mit ihr zusammen. Als seine Ex-Freundin Ana in Buenos Aires auftaucht, kommen sich die beiden näher und Ana küsst ihn. Nachdem Francesca davon erfährt, trennt sie sich von ihm. Die beiden kommen am Ende der 2. Staffel wieder zusammen. Sie trennen sich aber in der 3. Staffel wieder, da Marco das Studio verlässt, um in London zu studieren.
Esmeralda Di Pietro
Esmeralda ist eine Schauspielerin, die von Jade in der 2. Staffel angeheuert wird, um Germán das Geld aus den Taschen zu ziehen. Sie kommt mit Germán zusammen und hat einen guten Draht zu Violetta. Sie ist die Mutter von Ambar. Kurz vor ihrer Hochzeit mit Germán wird sie Opfer einer Intrige von Jade, da sie des Diebstahles von Germáns Vermögen beschuldigt wird. Deshalb platzt die Hochzeit und sie flieht aus Buenos Aires.
Clément Cortez/Alexander „Alex“
Clément Cortez stammt aus Frankreich und würde gerne das Studio besuchen, aber sein Vater Nicolás verbietet ihm dies. Er schreibt sich als Alexander jedoch trotzdem ein und wirft ein Auge auf Violetta. Da diese jedoch mit Léon zusammen ist, verbündet er sich mit Gery, damit sich die beiden trennen. Am Ende kommt er jedoch mit Gery zusammen und entschuldigt sich bei León und Violetta für sein Verhalten.
Priscilla Ferro
Priscila ist die Mutter von Ludmila, die sich in Germán verliebt und ihn dann heiratet. Sie gerät häufiger mit Jade aneinander und wird eifersüchtig, als Angie wieder auftaucht. Aus Eifersucht schmiedet sie Pläne, wie sie Angie loswerden kann. Als Violetta ein Gespräch zwischen Priscilla und Ludmila mithört und droht, es Germán zu erzählen, schubst Priscilla Violetta eine Treppe herunter. Nachdem Germán davon erfährt ruft er die Polizei und trennt sich von ihr. Schließlich sieht sie ihren Fehler ein und entschuldigt sich bei allen.
Nicolás Cortez
Nicolás Cortez ist der Vater von Clément. Er ist ein erfolgreicher Geschäftsmann und will, dass sein Sohn Clément ebenfalls ein Geschäftsmann wird. Später verliebt er sich Jade und heiratet sie.
Milton Vinícius
Milton Vinícius ersetzt zu Beginn der 3. Staffel Angie als Gesanglehrerin. Zu den Lehrern ist er freundlich, doch zu den Schülern ist er gemein. Als er einen möglichen Sponsoren für das Studio verärgert, wird er entlassen.
Gery López
Gery gerät durch einen Zufall ins Studio. Sie wird die Assistentin von Gregorio. Sie ist in León verliebt und tut alles, damit er sich von Violetta trennt. Jedoch muss auch sie erkennen, dass es für León immer nur Violetta geben wird. Am Ende kommt sie mit Clément zusammen.

### Nebenfiguren
Agustina Heredia
Agustina ist die Cousine von Tomás. Sie ist nett, stellt direkte Fragen und liebt ihren Cousin über alles.
Rafael „Rafa“ Palmer
Rafael ist ein globaler Superstar und ein ehemaliger Absolvent der Musikschule „Studio 21“. Er ist in Angie verliebt und versucht, ihr Herz zu erobern. Er ist aber auch Konkurrent von Pablo und Germán.
Laura Calixto
Laura ist die Schwester von Andrés und wie ihr Bruder ein bisschen verpeilt. Sie zeigt Interesse an Maxi.
Charly Martin
Charly ist für einen Tiernahrungsproduzenten verantwortlich. Er führt Ludmila in die Irre, damit sie den Vertrag unterschreibt und als Schwein verkleidet in einem Werbespot auftreten muss.
Andrea
Andrea ist eine Schülerin des „Studios 21“ und spielt Cello. Sie ist in Maxi verliebt und tut alles, um ihn zu gewinnen. Sie will Maxi mit einem anderen Jungen eifersüchtig machen.
Maestro Zambrano
Maestro Zambrano ist ein Wunderkind mit einem großen musikalischen Talent. Er ist verliebt in Agustina, die Cousine von Tomás.
Angélica Carrará
Angélica ist Violettas Großmutter und Mutter von Angie und María. Sie will die ganze Wahrheit sagen, damit sie ihre Enkelin zurückgewinnen kann.
Psychologe Dr. Dufré
Der Psychologe wird von Antonio für Gregorio empfohlen, um seine Probleme zu überwinden. Leider versteht Gegorio ihn immer falsch. Gregorio hat sich dadurch auch nicht verändert.
Dr. Lombardo
Dr. Lombardo ist der Offizier, der verantwortlich für die Aufbewahrung von Matias’ und seiner rechtlichen Angelegenheiten ist.
Sr. Améndola
Sr. Améndola ist der künstlerische Leiter des „Studios 21“.
Gustavo
Gustavo ist ein Schüler des „Studios 21“. Naty ist in ihn verliebt, aber er nutzt sie nur aus, um in die Nähe von Ludmila zukommen.
Mara Ponte
Mara ist kurzzeitig die neue Köchin der Restobar. Maxi ist in sie verliebt, aber erfährt dann, dass sie seine Cousine ist. Doch später stellt sich heraus, dass sie sich als Maxis Cousine ausgegeben hat, obwohl sie es nicht ist.
Sr. Heredia
Sr. Heredia ist der Vater von Tomás.
Der Detektiv
Der Detektiv wurde von Jade und Matí beauftragt, Angies Geheimnis herauszufinden. Doch da die beiden ihn nicht bezahlen konnten, verkaufte er seine Informationen an Ramallo.
Helena „Lena“ Vidal
Lena ist die Schwester von Naty und ehemalige Schülerin des „Studios 21“. Sie hat einige Gastauftritte in den Staffeln 1 und 2.
Jacinto LaFontaine
Jacinto ist der Vater von Jade und Matias. Er entkommt aus dem Gefängnis und verkleidet sich als Gärtner, um ins Haus von Germán zu kommen und sein Vermögen zu stehlen. Er stiehlt 5 Millionen Euro, doch am Ende der Staffel 1 wird er ertappt und verhaftet.
Valeria
Valeria ist die Cousine von Broduey. Sie besucht ihn und macht damit seine Ex-Freundin Camilla ungewollt eifersüchtig. Sie lebt in Brasilien und ist eine gute Samba-Tänzerin.
Dionisio Juárez „DJ“
Dionisio ist Mexikaner und Fan der Jungen aus „Studio 21“. Nachdem er einen YouMix-Wettbewerb gewinnt, kommt er ans Studio, um die Leistung der Schüler zu sehen. Er ist in Camila verliebt und tut alles, um sie zu erobern. „DJ“ hat ein Blog, in dem er seine Erlebnisse veröffentlicht.
Emma Toledo
Emma ist die Tochter des Bürgermeisters der Stadt und mag die Jungen des „Studios 21“, vor allem Andrés, der durch die Webshow YouMix bekannt wird. Ihr Leibwächter Oscar lässt sie keine Sekunde aus dem Blick.
Oscar Cardozo
Oscar ist der Leibwächter von Emma, der Tochter des Bürgermeisters der Stadt. Er ist in Olga verliebt und versucht, sie zu erobern.
Ambar Di Pietro
Ambar ist die Tochter von Esmeralda. Sie lebt eine Weile mit im Hause von Violettas Vater. Sie ist manipulativ, launisch und frech.
Libi
Libi kommt aus Israel. Sie ist eine Person aus der Webshow YouMix und gewinnt einen Tanzwettbewerb. Zudem ist sie eine Expertin für neue Trends. Sie hat Interesse an Andrés.
Sebastián „Seba“
Seba spielt Schlagzeug bei den Rock Bones. Er verliebt sich in Camila.
Peter
Peter ist Gitarrist und Sänger bei den Rock Bones. Die Rockbones bewerben sich im Art Rebel und werden aufgenommen.
Mateo
Mateo ist Gitarrist und Sänger bei den Rock Bones. Die Rockbones bewerben sich im Art Rebel und werden aufgenommen.
Marcela Parodi
Marcela ist Kommissarin und ermittelt im Fall um Germáns gestohlenes Vermögen. Zusammen mit Jade entlarvt sie Esmeralda. Matías ist in sie verliebt und sie in ihn.
Ana
Ana ist die Ex-Freundin von Marco und neue Schülerin des On-Beat-Studios. Durch eine Intrige bringt sie Marco und Francesca auseinander. Als ihre Lügen entdeckt werden, bringt sie Marco und Francesca wieder dazu, Freunde zu werden, und verlässt das Studio.
Ingrid van Hoogland
Ingrid van Hoogland ist zwischenzeitlich Violettas Hauslehrerin während Angies Abwesenheit. Sie ist Ramallo sehr ähnlich und die beiden kommen sich näher, was Olga nicht gefällt. Als Ingrid Ramallo ihre Liebe gesteht, sagt er, dass er Olga liebt.
Philippe
Philippe ist Nicolás’ Chauffeur. Er soll für Nicolás herausfinden, was Clemént verheimlicht und durchsucht dafür die Akten des Studios.
Noélie
Noélie ist zwischenzeitlich die Haushälterin im Haus Castillo während Olgas Abwesenheit. Auch als Olga zurückkommt bleibt Noélie die Haushälterin. Doch wegen der Streitigkeiten zwischen Ramallo und Olga kündigt sie.
Erica
Erica ist die Patentochter von Diegos Mutter. Als Francesca sie mit Diego sieht, wird sie eifersüchtig. Erica leidet unter Kleptomanie und hat die Schüler des Studios beklaut, doch später entschuldigt sie sich.
Juan
Juan ist Vertreter der Plattenfirma, wo die Jungs unter Vertrag sind. Als die Plattenfirma von den Jungs verlangt, die Leute des Studios nicht mit auf die DVD zu nehmen, beenden die Jungs den Vertrag.
Felipe Diaz
Felipe ist ein spanischer Sänger von YouMix, der Ludmilas Freund spielen soll. Er verliebt sich aber in Naty.
Martín Rosetti
Martín Rosetti ist ein italienischer Produzent, der Francesca überreden will, einen Plattenvertrag in Italien zu unterschreiben. Er behauptet, Francescas Bedingung, dem Studio finanziell zu unterstützen, erfüllen zu wollen, doch hat dies nur als Vorwand gesagt um Francesca nach Italien zu locken.
Matylda
Matylda ist ein Mädchen aus Polen, die León überzeugen möchte, zum Motocross zurückzukehren. Sie verliebt sich in Maxi.
Ezequiel
Ezequiel ist der Regisseur des Musikvideos der Jungs. Er hat sich in Camila verliebt und ihr eine Rolle in seinem Kurzfilm angeboten.
Brenda
Brenda ist die Produzentin der Plattenfirma, wo die Jungs unter Vertrag sind. Als Pablo wieder Direktor im Studio wird, stellt er Brenda im Studio als Produzentin ein. Pablo und Brenda sind ineinander verliebt.
Sofía, Oriana, Teo, Malena und Daniel
Sofía, Oriana, Teo, Malena und Daniel sind junge Menschen, die sich ins Studio einschreiben wollen. Maxi will mit ihnen eine Band gründen für seine Abschlussarbeit, doch bei den Treffen fehlt entweder jemand oder alle streiten sich.
María Saramego
María war die Mutter von Violetta, die Schwester von Angie und Ehefrau von Germán. Sie war eine berühmte Sängerin, die ins „Studio 21“ ging, und starb bei einem tragischen Autounfall, als Violetta fünf Jahre alt war.

## Besetzung und Synchronisation
Die deutsche Synchronisation entstand unter der Dialogregie von Iris Artajo durch die Synchronfirma SDI Media Germany GmbH in Berlin.

### Hauptpersonen
| Rollenname                     | Schauspieler/in           | Folgen            | Staffel | Synchronsprecher/in  |
| ------------------------------ | ------------------------- | ----------------- | ------- | -------------------- |
| Germán Castillo                | Diego Ramos               | 1–240             | 1–3     | Viktor Neumann       |
| Violetta Castillo              | Martina Stoessel          | 1–240             | 1–3     | Kristina Tietz       |
| Tomás Heredia                  | Pablo Espinosa            | 1–80              | 1       | Maximilian Artajo    |
| León Vargas                    | Jorge Blanco              | 1–240             | 1–3     | Ricardo Richter      |
| Ludmila Ferro                  | Mercedes Lambre           | 1–240             | 1–3     | Kaya Marie Möller    |
| Andrés Calixto                 | Nicolás Garnier           | 1–240             | 1–3     | Sebastian Fitzner    |
| Natalia „Naty“ Vidal           | Alba Rico                 | 1–240             | 1–3     | Luisa Wietzorek      |
| Francesca Caviglia             | Lodovica Comello          | 1–240             | 1–3     | Lydia Morgenstern    |
| Camila Torres                  | Candelaria Molfese        | 1–240             | 1–3     | Maximiliane Häcke    |
| Maximiliano „Maxi“ Ponte       | Facundo Gambandé          | 1–240             | 1–3     | Christian Zeiger     |
| Luca Caviglia                  | Simone Lijoi              | 1–80              | 1       | Jeffrey Wipprecht    |
| Brako                          | Artur Logunov             | 1–80              | 1       | Daniel Claus         |
| Ángeles „Angie“ Carrará        | Clara Alonso              | 1–146 174–240     | 1–2 3   | Nicole Hannak        |
| Jade LaFontaine                | Florencia Benítez         | 1–240             | 1–3     | Cathlen Gawlich      |
| Matías „Matí“ LaFontaine       | Joaquín Berthold          | 1–240             | 1–3     | Florian Hoffmann     |
| Olgita „Olga“ Patricia Peña    | Mirta Wons                | 1–240             | 1–3     | Almut Zydra          |
| Lisandro Ramallo               | Alfredo Allende           | 1–240             | 1–3     | Frank Röth           |
| Gregorio Casal                 | Rodrigo Pedreira          | 1–240             | 1–3     | Rainer Fritzsche     |
| Roberto „Beto“ Benvenuto       | Pablo Sultani             | 1–240             | 1–3     | Thomas Schmuckert    |
| Pablo Galindo                  | Ezequiel Rodríguez        | 1–240             | 1–3     | Nico Mamone          |
| Antonio Fernández Méndez       | Alberto Fernández de Rosa | 1–180             | 1–3     | Reinhard Scheunemann |
| Napoleón „Napo“ Ferro          | Rodrigo Velilla           | 11–80             | 1       | Jan Makino           |
| Broduey Silva                  | Samuel Nascimento         | 42–240            | 1–3     | Nico Sablik          |
| Marotti                        | Diego Alcalá              | 56–71 98–220, 240 | 1 2–3   | Klaus-Peter Grap     |
| Federico Paccini               | Ruggero Pasquarelli       | 56–71 126–240     | 1 2–3   | Nico Mamone          |
| Diego Hernández                | Diego Domínguez           | 81–240            | 2–3     | Nicolás Artajo       |
| Lara Jiménez                   | Valeria Baroni            | 81–158            | 2       | Lina Rabea Mohr      |
| Jacqueline „Jackie“ Saenz      | Valentina Frione          | 81–135            | 2       | Manja Doering        |
| Marco Tavelli                  | Xabiani Ponce de León     | 82–180            | 2–3     | Patrick Keller       |
| Esmeralda Di Pietro            | Carla Pandolfi            | 84–140            | 2       | Melanie Hinze        |
| Clément Galán/Alexander „Alex“ | Damien Lauretta           | 161–240           | 3       | Patrick Baehr        |
| Priscila Ferro                 | Florencia Ortiz           | 161–237           | 3       | Irina von Bentheim   |
| Nicolás Galán                  | Nacho Gadano              | 161–240           | 3       | Matthias Klages      |
| Milton Vinícius                | Rodrigo Frampton          | 161–200           | 3       | Daniel Montoya       |
| Gery López                     | Macarena Miguel           | 167–240           | 3       | Sarah Riedel         |

### Nebenpersonen
| Rollenname           | Schauspieler/in      | Folgen                             | Staffeln | Synchronsprecher/in        |
| -------------------- | -------------------- | ---------------------------------- | -------- | -------------------------- |
| Agustina Heredia     | Iara Muñoz           | 1–31                               | 1        | Celina Gaschina            |
| Rafael „Rafa“ Palmer | Germán Tripel        | 6–9, 56–80                         | 1        | Leonhard Mahlich           |
| Laura Calixto        | Nicole Luis          | 8–14, 25–27                        | 1        | Julia Stoepel              |
| Charly Martin        | Jesús Villegas       | 18–21, 39–41                       | 1        | Uwe Büschken               |
| Andrea               | Nikole Castillo      | 23–31                              | 1        | Maria Hönig                |
| Maestro Zambrano     | Pedro Maurizi        | 24–27                              | 1        | Moritz Russ                |
| Angélica Carrará     | Nilda Raggi          | 25–30, 72–80                       | 1        | Silke Matthias             |
| Psychologe Dr. Dufré | Martín Pavlovsky     | 28–55, 98 125–136 166–167, 222–226 | 1 2 3    | Peter Reinhardt            |
| Dr. Lombardo         | Mariano Musimeci     | 29–32                              | 1        | Sven Gerhardt              |
| Sr. Améndola         | Francisco Benvenuti  | 32–40                              | 1        | Karlo Hackenberger         |
| Gustavo              | Thiago Batistuta     | 34–38                              | 1        | Konrad Bösherz             |
| Mara Ponte           | Sumi Justo           | 41–46                              | 1        | Nadine Zaddam Leopold      |
| Sr. Heredia          | Mario Mahler         | 45–46                              | 1        | Christoph Banken           |
| Der Detektiv         | Nestor Hidalgo       | 49–51                              | 1        | Gerald Schaale             |
| Helena „Lena“ Vidal  | Lucía Gil            | 51–55 131–135 217–221              | 1 2 3    | Marie Christin Morgenstern |
| Jacinto LaFontaine   | Javier Niklison      | 58–61, 78–79                       | 1        | Bernd Vollbrecht           |
| Valeria              | Yasmim Manaia        | 76–78                              | 1        | Esra Vural                 |
| Dionisio Juárez „DJ“ | Gerardo Velázquez    | 82–108                             | 2        | Michael Ernst              |
| Emma Toledo          | Paloma Sirvén        | 87–96, 112–118                     | 2        | Sarah Tkotsch              |
| Oscar Cardozo        | Luis Sabatini        | 87–122                             | 2        | Klaus Nietz                |
| Ambar Di Pietro      | Agustina Cabo        | 103–108                            | 2        |                            |
| Libi                 | Gaya Gur Arie        | 115–121                            | 2        | Alma Maja Ernst            |
| Seba                 | Guido Pennelli       | 132–139, 147–149 180–198           | 2 3      | Amadeus Strobl             |
| Peter                | Juan Ciancio         | 133 180–198                        | 2 3      | Simon Derksen              |
| Mateo                | Gastón Vietto        | 133 180–198                        | 2 3      | Dirk Petrick               |
| Marcela Parodi       | Soledad Comasco      | 133–186, 240                       | 2–3      | Mareile Moeller            |
| Ana                  | Justina Bustos       | 136–148                            | 2        | Yvonne Greitzke            |
| Ingrid van Hoogland  | Angela Schausberger  | 148–151, 156–158                   | 2        | Ghadah Al-Akel             |
| Philippe             | Héctor Segura        | 163–164, 169, 177–178              | 3        | Steven Merting             |
| Noélie               | Isabel Pérez Campoy  | 171–179                            | 3        | Wicki Kalaitzi             |
| Erica                | Kyrana Gallego       | 173–179                            | 3        | Giovanna Winterfeldt       |
| Juan                 | Leo Bosio            | 202–206, 214–223                   | 3        | Arne Stephan               |
| Felipe Diaz          | Javier LQ            | 206–215                            | 3        | Raúl Richter               |
| Martín Rosetti       | Fernando Dente       | 206–212                            | 3        | Bastian Sierich            |
| Matylda              | Justyna Bojczuk      | 207–216                            | 3        | Juliana Cukier             |
| Ezequiel             | Oscar Sinela         | 212–215, 221–228                   | 3        | Henning Nöhren             |
| Brenda               | Julía Martínez Rubio | 220–240                            | 3        | Damineh Hojat              |
| Sofía Ortega         | Sofía Golden         | 228–237                            | 3        | Jennifer Weiß              |
| Oriana Lambert       | Camila Munari        | 228–237                            | 3        | Jodie Blank                |
| Teo Lombardo         | Teo Simeone          | 228–237                            | 3        | Moritz Russ                |
| Malena Consiglieri   | Cumelén Sanz         | 229–237                            | 3        | Victoria Frenz             |
| Daniel Paladino      | Thomas Lepera        | 229–237                            | 3        | Heiko Akrap                |

### Hauptrollen nach Staffeln
| Schüler/Schülerinnen des Studio OnBeat                                                      |
| Violetta Castillo                                                                           |
| Tomás Heredia                                                                               |
| León Vargas                                                                                 |
| Ludmila Ferro                                                                               |
| Andrés Calixto                                                                              |
| Natalia „Naty“ Vidal                                                                        |
| Francesca Caviglia                                                                          |
| Camila „Cami“ Torres                                                                        |
| Maximiliano „Maxi“ Ponte                                                                    |
| Brako                                                                                       |
| Napoleón „Napo“ Ferro                                                                       |
| Broduey Silva                                                                               |
| Diego Hernández                                                                             |
| Lara Jiménez                                                                                |
| Marco Tavelli                                                                               |
| Federico Paccini                                                                            |
| Clément Galán/Alexander „Alex“                                                              |
| Gery López                                                                                  |
| Angestellte und Mitglieder/Angehörige der Familie Castillo (Ausgenommen: Violetta Castillo) |
| Germán Castillo                                                                             |
| Ángeles „Angie“ Saramego                                                                    |
| Jade LaFontaine                                                                             |
| Matias „Mati“ LaFontaine                                                                    |
| Olga Patricia Peña                                                                          |
| Lisandro Ramallo                                                                            |
| Esmeralda Di Pietro                                                                         |
| Priscila Ferro                                                                              |
| Lehrer/Lehrerinnen im Studio OnBeat (Ausgenommen: Angie Saramego)                           |
| Gregorio Casal                                                                              |
| Roberto „Beto“ Benvenuto                                                                    |
| Pablo Galindo                                                                               |
| Antonio Fernández Méndez                                                                    |
| Jacqueline „Jackie“ Saenz                                                                   |
| Milton Vinícius                                                                             |
| Sonstige                                                                                    |
| Luca Caviglia                                                                               |
| Marotti                                                                                     |
| Nicolás Galán                                                                               |

## Ausstrahlung
Lateinamerika
Die Erstausstrahlung der ersten Staffel war vom 14. Mai 2012 bis zum 26. Oktober 2012 auf dem lateinamerikanischen Sender Disney Channel zu sehen. Staffel zwei lief vom 29. April 2013 bis zum 11. Oktober 2013 auf dem lateinamerikanischen Disney Channel. Die dritte und finale Staffel war vom 28. Juli 2014 bis zum 6. Februar 2015 auf dem lateinamerikanischen Sender Disney Channel zu sehen.
Deutschland
Die Ausstrahlung des ersten Teils der ersten Staffel fand beim Free-TV-Sender Disney Channel vom 1. Mai bis zum 27. Juni 2014 statt, worauf eine Sommerpause folgte. Die Ausstrahlung des zweiten Teils der ersten Staffel fand vom 29. September bis zum 21. November 2014 statt. Teil 1 der 2. Staffel war vom 16. März 2015 bis zum 8. Mai 2015 zu sehen. Die Ausstrahlung des 2. Teils fand vom 28. September 2015 bis zum 20. November 2015 statt. Die dritte Staffel läuft seit dem 7. März 2016 im Disney Channel. Die allerletzte Folge lief am 14. Oktober 2016.

### Übersicht
| Staffel | Folgen | Folgen | Erstausstrahlung Lateinamerika | Erstausstrahlung Lateinamerika | Erstausstrahlung Deutschland | Erstausstrahlung Deutschland |
| Staffel | Folgen | Folgen | von                            | bis                            | von                          | bis                          |
| ------- | ------ | ------ | ------------------------------ | ------------------------------ | ---------------------------- | ---------------------------- |
| 1       | 80     | 40     | 14. Mai 2012                   | 6. Juli 2012                   | 1. Mai 2014                  | 27. Juni 2014                |
| 1       | 80     | 40     | 3. September 2012              | 26. Oktober 2012               | 29. September 2014           | 21. November 2014            |
| 2       | 80     | 40     | 29. April 2013                 | 21. Juni 2013                  | 16. März 2015                | 8. Mai 2015                  |
| 2       | 80     | 40     | 19. August 2013                | 11. Oktober 2013               | 28. September 2015           | 20. November 2015            |
| 3       | 80     | 20     | 28. Juli 2014                  | 22. August 2014                | 7. März 2016                 | 1. April 2016                |
| 3       | 80     | 20     | 22. September 2014             | 17. Oktober 2014               | 2. April 2016                | 29. April 2016               |
| 3       | 80     | 20     | 17. November 2014              | 12. Dezember 2014              | 22. August 2016              | 16. September 2016           |
| 3       | 80     | 20     | 12. Januar 2015                | 6. Februar 2015                | 19. September 2016           | 14. Oktober 2016             |

### Internationale Ausstrahlung

#### Im Disney Channel

##### Staffel 1
| Land | Sender                                   | Premiere           | Ausstrahlungstitel | Ref.   |
| --- | ---------------------------------------- | ------------------ | ------------------ | ------ |
| Argentinien Bolivien Chile Kolumbien Kuba Costa Rica Ecuador El Salvador Guatemala Haiti Honduras Nicaragua Mexiko Panama Paraguay Peru Dominikanische Republik Uruguay Venezuela | Disney Channel Lateinamerika             | 14. Mai 2012       | Violetta           | [ 8 ]  |
| Italien | Disney Channel Italien                   | 14. Mai 2012       | Violetta           | [ 9 ]  |
| Israel | Disney Channel Israel                    | 3. September 2012  | ויולטה             | [ 10 ] |
| Brasilien | Disney Channel Brasilien                 | 10. September 2012 | Violetta           | [ 11 ] |
| Spanien | Disney Channel Spanien                   | 17. September 2012 | Violetta           | [ 12 ] |
| Frankreich | Disney Channel Frankreich                | 1. Oktober 2012    | Violetta           | [ 13 ] |
| Russland | Disney Channel Russland                  | 15. Oktober 2012   | Виолетта           | [ 14 ] |
| Türkei | Disney Channel Türkei                    | 18. Februar 2013   | Violetta           | [ 15 ] |
| Polen | Disney Channel Polen                     | 18. Februar 2013   | Violetta           | [ 16 ] |
| Rumänien | Disney Channel Rumänien                  | 18. Februar 2013   | Violetta           | [ 17 ] |
| Bulgarien | Disney Channel Bulgarien                 | 18. Februar 2013   | Виолета            | [ 18 ] |
| Vereinigtes Königreich Irland | Disney Channel UK und Irland             | 22. Juli 2013      | Violetta           | [ 19 ] |
| Südafrika | Disney Channel Südafrika                 | 26. August 2013    | Violetta           | [ 20 ] |
| Arabische Liga | Disney Channel Naher Osten               | 26. August 2013    | Violetta           | [ 20 ] |
| Serbien Kroatien Bosnien und Herzegowina Nordmazedonien Montenegro | Disney Channel Balkan                    | 26. August 2013    | Violetta           | [ 20 ] |
| Griechenland | Disney Channel Griechenland              | 26. August 2013    | Βιολέτα            | [ 21 ] |
| Niederlande Belgien | Disney Channel Niederlanden und Belgien  | 16. September 2013 | Violetta           | [ 22 ] |
| Portugal | Disney Channel Portugal                  | 16. September 2013 | Violetta           | [ 23 ] |
| Åland Dänemark Finnland Grönland Island Färöer Norwegen | Disney Channel Skandinavien              | 14. Oktober 2013   | Violetta           | [ 24 ] |
| Australien Neuseeland | Disney Channel Australien und Neuseeland | 18. Oktober 2013   | Violetta           | [ 25 ] |
| Tschechien Slowakei | Disney Channel Tschechien                | 11. November 2013  | Violetta           | [ 26 ] |
| Ungarn | Disney Channel Ungarn                    | 11. November 2013  | Violetta           | [ 27 ] |
| Singapur | Disney Channel Singapur                  | 3. März 2014       | Violetta           | [ 28 ] |
| Deutschland Österreich Schweiz Liechtenstein | Disney Channel Deutschland               | 1. Mai 2014        | Violetta           | [ 29 ] |
| Philippinen Indonesien Malaysia Thailand Vietnam | Disney Channel Asien                     | 5. Mai 2014        | Violetta           | [ 25 ] |
| Taiwan | Disney Channel Taiwan                    | 19. Januar 2015    | 音樂情人夢         | [ 30 ] |

##### Staffel 2
| Land | Sender                                  | Premiere           | Ausstrahlungstitel | Ref.   |
| --- | --------------------------------------- | ------------------ | ------------------ | ------ |
| Argentinien Bolivien Chile Kolumbien Kuba Costa Rica Ecuador El Salvador Guatemala Haiti Honduras Nicaragua Mexiko Panama Paraguay Peru Dominikanische Republik Uruguay Venezuela | Disney Channel Lateinamerika            | 29. April 2013     | Violetta           | [ 31 ] |
| Italien | Disney Channel Italien                  | 3. Juni 2013       | Violetta           | [ 32 ] |
| Brasilien | Disney Channel Brasilien                | 19. August 2013    | Violetta           | [ 33 ] |
| Spanien | Disney Channel Spanien                  | 23. September 2012 | Violetta           | [ 34 ] |
| Israel | Disney Channel Israel                   | 29. September 2013 | ויולטה             | [ 35 ] |
| Frankreich | Disney Channel Frankreich               | 30. September 2013 | Violetta           | [ 36 ] |
| Russland | Disney Channel Russland                 | 30. September 2013 | Виолетта           | [ 37 ] |
| Polen | Disney Channel Polen                    | 21. Oktober 2013   | Violetta           | [ 38 ] |
| Rumänien | Disney Channel Rumänien                 | 21. Oktober 2013   | Violetta           | [ 39 ] |
| Bulgarien | Disney Channel Bulgarien                | 21. Oktober 2013   | Виолета            | [ 40 ] |
| Türkei | Disney Channel Türkei                   | 8. November 2013   | Violetta           | [ 41 ] |
| Niederlande Belgien | Disney Channel Niederlanden und Belgien | 28. April 2014     | Violetta           | [ 42 ] |
| Südafrika | Disney Channel Südafrika                | 25. August 2014    | Violetta           |        |
| Arabische Liga | Disney Channel Naher Osten              | 25. August 2014    | Violetta           |        |
| Serbien Kroatien Bosnien und Herzegowina Nordmazedonien Montenegro | Disney Channel Balkan                   | 25. August 2014    | Violetta           |        |
| Griechenland | Disney Channel Griechenland             | 25. August 2014    | Βιολέτα            | [ 43 ] |
| Portugal | Disney Channel Portugal                 | 22. September 2014 | Violetta           | [ 44 ] |
| Åland Dänemark Finnland Grönland Island Färöer Norwegen | Disney Channel Skandinavien             | 13. Oktober 2014   | Violetta           | [ 45 ] |
| Tschechien Slowakei | Disney Channel Tschechien               | 20. Oktober 2014   | Violetta           | [ 46 ] |
| Ungarn | Disney Channel Ungarn                   | 20. Oktober 2014   | Violetta           | [ 47 ] |
| Deutschland Österreich Schweiz Liechtenstein | Disney Channel Deutschland              | 16. März 2015      | Violetta           | [ 48 ] |
| Vereinigtes Königreich Irland | Disney Channel UK und Irland            | 1. Juni 2015       | Violetta           | [ 49 ] |

#### Auf anderen Sendern
| Land                    | Sender          | Premiere           | Titel    | Ref.   |
| ----------------------- | --------------- | ------------------ | -------- | ------ |
| Argentinien             | Canal 13        | 24. September 2012 | Violetta | [ 50 ] |
| Paraguay                | Unicanal        | 25. September 2012 | Violetta | [ 51 ] |
| Uruguay                 | Teledoce        | 12. Dezember 2012  | Violetta | [ 52 ] |
| Chile                   | Mega            | 14. Januar 2013    | Violetta | [ 53 ] |
| Ecuador                 | TC Mi Canal     | 14. Januar 2013    | Violetta | [ 54 ] |
| Italien                 | Rai Gulp        | 8. April 2013      | Violetta | [ 55 ] |
| Paraguay                | Telefuturo      | 22. April 2013     | Violetta | [ 56 ] |
| Armenien                | Lime TV         | 8. Juli 2013       | Վիոլետտա | [ 57 ] |
| Peru                    | ATV             | 30. Juli 2013      | Violetta | [ 58 ] |
| Dominikanische Republik | Telesistema     | 19. August 2013    | Violetta | [ 59 ] |
| Belgien                 | Club RTL        | 2. September 2013  | Violetta | [ 60 ] |
| Brasilien               | Band            | 2. Dezember 2013   | Violetta | [ 61 ] |
| Bolivien                | Unitel          | 1. Februar 2014    | Violetta | [ 62 ] |
| Griechenland            | ΣΚΑΪ            | 17. März 2014      | Βιολέτα  | [ 63 ] |
| Venezuela               | Tves            | 25. August 2014    | Violetta | [ 64 ] |
| Polen                   | TVN 7           | 1. September 2014  | Violetta | [ 65 ] |
| Vereinigte Staaten      | Azteca          | 1. September 2014  | Violetta | [ 66 ] |
| Mexiko                  | Azteca 7        | 27. September 2014 | Violetta | [ 67 ] |
| El Salvador             | Canal 2         | 29. September 2014 | Violetta | [ 68 ] |
| Bulgarien               | Nova Television | 10. Januar 2015    | Виолета  | [ 69 ] |
| Portugal                | SIC             | 10. Januar 2015    | Violetta | [ 70 ] |
| Panama                  | Telemetro       | 17. Januar 2015    | Violetta | [ 71 ] |
| Polen                   | TVN Fabuła      | 3. Juli 2015       | Violetta | [ 72 ] |
| Vereinigte Staaten      | Netflix         | 10. Juli 2015      | Violetta | [ 73 ] |
| Brasilien               | SBT             | 4. September 2015  | Violetta | [ 74 ] |

## Medien

### Soundtracks
In Deutschland erschien das erste Album unter dem Titel Violetta – Der Original-Soundtrack zur TV-Serie am 2. Mai 2014. Das fünfte Album Violetta – en gira erschien am 4. März 2016. Das Titel des Albums sind bis auf Song Queen of the dance floor identisch mit dem spanischen Soundtrack Gira mi canción, welches im Juli 2014 erschien.
| Jahr | Titel Musiklabel                                                    | Höchstplatzierung, Gesamtwochen, AuszeichnungChartplatzierungen (Jahr, Titel, Musiklabel, Platzierungen, Wochen, Auszeichnungen, Anmerkungen) | Höchstplatzierung, Gesamtwochen, AuszeichnungChartplatzierungen (Jahr, Titel, Musiklabel, Platzierungen, Wochen, Auszeichnungen, Anmerkungen) | Höchstplatzierung, Gesamtwochen, AuszeichnungChartplatzierungen (Jahr, Titel, Musiklabel, Platzierungen, Wochen, Auszeichnungen, Anmerkungen) | Anmerkungen                                                                              |
| Jahr | Titel Musiklabel                                                    | DE | AT | CH | Anmerkungen                                                                              |
| ---- | ------------------------------------------------------------------- | --- | --- | --- | ---------------------------------------------------------------------------------------- |
| 2012 | Violetta – Der Original-Soundtrack zur TV-Serie Walt Disney Records | DE38 Gold · (20 Wo.)DE | AT20 (54 Wo.)AT | CH38 (20 Wo.)CH | Erstveröffentlichung: 5. Juni 2012 Erstveröffentlichung (Europa): 2. Mai 2014            |
| 2012 | Violetta – Musik ist mein Leben Walt Disney Records                 | DE56 (9 Wo.)DE | AT34 (17 Wo.)AT | CH94 (2 Wo.)CH | Erstveröffentlichung: 23. November 2012 Erstveröffentlichung (Europa): 21. November 2014 |
| 2013 | Violetta – Hoy somos más Walt Disney Records                        | DE16 (20 Wo.)DE | AT7 (36 Wo.)AT | — | Erstveröffentlichung: 11. Juni 2013 Erstveröffentlichung (Europa): 13. März 2015         |
| 2013 | Violetta – Live in Concert Walt Disney Records                      | DE17 (17 Wo.)DE | AT9 (19 Wo.)AT | — | Erstveröffentlichung: 25. November 2013 Erstveröffentlichung (Europa): 28. August 2015   |
| 2014 | Violetta – En gira Walt Disney Records                              | DE6 (13 Wo.)DE | AT1 (14 Wo.)AT | CH53 (4 Wo.)CH | Erstveröffentlichung: 18. Juli 2014 Erstveröffentlichung (Europa): 4. März 2016          |
| 2014 | Violetta - V-Lovers 4ever Walt Disney Records                       | — | — | — | Erstveröffentlichung: 25. November 2014                                                  |
| 2015 | The Best of Violetta Walt Disney Records                            | — | AT37 (6 Wo.)AT | CH99 (1 Wo.)CH | Erstveröffentlichung: 16. Februar 2015                                                   |
| 2015 | Violetta – Crecimos juntos Walt Disney Records                      | DE25 (9 Wo.)DE | AT4 (14 Wo.)AT | CH51 (3 Wo.)CH | Erstveröffentlichung: 20. April 2015                                                     |

Auszeichnungen für Musikverkäufe
| Goldene Schallplatte - Brasilien - 2013: für das Album Violetta – Der Original-Soundtrack zur TV-Serie - 2013: für das Album Violetta – Musik ist mein Leben - 2013: für das Videoalbum Violetta – Musik ist mein Leben - Chile - 2012: für das Album Violetta – Der Original-Soundtrack zur TV-Serie - Frankreich - 2013: für das Album Violetta – Der Original-Soundtrack zur TV-Serie - Italien - 2014: für das Album Violetta – Live in Concert - 2014: für das Album Violetta – En gira - 2016: für das Album Violetta - V-Lovers 4ever - Kolumbien - 2013: für das Album Violetta – Der Original-Soundtrack zur TV-Serie - 2013: für das Album Violetta – Musik ist mein Leben - Spanien - 2014: für das Album Violetta – Live in Concert - Venezuela - 2013: für das Album Violetta – Musik ist mein Leben Platin-Schallplatte - Chile - 2013: für das Album Violetta – Musik ist mein Leben - Frankreich - 2013: für das Album Violetta – Hoy somos más - Italien - 2014: für das Album Violetta – Der Original-Soundtrack zur TV-Serie - 2014: für das Album Violetta – Hoy somos más - Polen - 2014: für das Album Violetta – Live in Concert - Spanien - 2015: für das Album Violetta – En gira - Venezuela - 2013: für das Album Violetta – Der Original-Soundtrack zur TV-Serie | 2× Platin-Schallplatte - Polen - 2014: für das Album Violetta – Der Original-Soundtrack zur TV-Serie - 2014: für das Album Violetta – Musik ist mein Leben - 2015: für das Album Violetta – Hoy somos más - 2016: für das Album Violetta – En gira - Spanien - 2013: für das Album Violetta – Musik ist mein Leben - 2013: für das Album Violetta – Hoy somos más - 2014: für das Album Violetta – Der Original-Soundtrack zur TV-Serie - Uruguay - 2013: für das Album Violetta – Der Original-Soundtrack zur TV-Serie - 2013: für das Album Violetta – Musik ist mein Leben - 2013: für das Album Violetta – Hoy somos más 3× Platin-Schallplatte - Argentinien - 2013: für das Album Violetta – Musik ist mein Leben - Polen - 2015: für das Album The Best of Violetta 4× Platin-Schallplatte - Argentinien - 2013: für das Album Violetta – Der Original-Soundtrack zur TV-Serie |

Anmerkung: Auszeichnungen in Ländern aus den Charttabellen bzw. Chartboxen sind in ebendiesen zu finden.
| Land/RegionAuszeichnungen für Musikverkäufe (Land/Region, Auszeichnungen, Verkäufe, Quellen) | Gold       | Platin       | Verkäufe | Quellen                 |
| -------------------------------------------------------------------------------------------- | ---------- | ------------ | -------- | ----------------------- |
| Argentinien (CAPIF)                                                                          | —          | 7× Platin7   | 280.000  | Einzelnachweise         |
| Brasilien (PMB)                                                                              | 3× Gold3   | —            | 55.000   | pro-musicabr.org.br     |
| Chile (IFPI)                                                                                 | Gold1      | Platin1      | 15.000   | Einzelnachweise         |
| Deutschland (BVMI)                                                                           | Gold1      | —            | 100.000  | musikindustrie.de       |
| Frankreich (SNEP)                                                                            | Gold1      | Platin1      | 150.000  | Einzelnachweise         |
| Italien (FIMI)                                                                               | 3× Gold3   | 2× Platin2   | 175.000  | fimi.it                 |
| Kolumbien (ASINCOL)                                                                          | 2× Gold2   | —            | 10.000   | Einzelnachweise         |
| Polen (ZPAV)                                                                                 | —          | 12× Platin12 | 240.000  | olis.pl                 |
| Spanien (Promusicae)                                                                         | Gold1      | 7× Platin7   | 340.000  | elportaldemusica.es ES2 |
| Uruguay (CUD)                                                                                | —          | 6× Platin6   | 24.000   | cudisco.org             |
| Venezuela (APFV)                                                                             | Gold1      | Platin1      | 15.000   | Einzelnachweise         |
| Insgesamt                                                                                    | 13× Gold13 | 37× Platin37 |          |                         |

### Musikvideos
Zu mehreren Songs aus der Serie gibt es Musikvideos.
| Jahr | Titel                       | Interpretation                                                                                | Regisseur(e)              |
| ---- | --------------------------- | --------------------------------------------------------------------------------------------- | ------------------------- |
| 2012 | En mi mundo                 | Martina Stoessel                                                                              | Jorge Nisco, Martín Saban |
| 2012 | Juntos somos más            | Mercedes Lambre, Facundo Gambandé, Lodovica Comello und Candelaria Molfese                    | Jorge Nisco, Martín Saban |
| 2012 | Entre tú y yo               | Pablo Espinosa und Martina Stoessel                                                           | Jorge Nisco, Martín Saban |
| 2012 | Voy por ti                  | Jorge Blanco                                                                                  | Jorge Nisco, Martín Saban |
| 2012 | Tienes todo                 | Martina Stoessel und Pablo Espinosa                                                           | Jorge Nisco, Martín Saban |
| 2012 | Te creo                     | Martina Stoessel                                                                              | Jorge Nisco, Martín Saban |
| 2012 | Habla si puedes             | Martina Stoessel                                                                              | Jorge Nisco, Martín Saban |
| 2012 | Junto a tí                  | Lodovica Comello und Martina Stoessel                                                         | Jorge Nisco, Martín Saban |
| 2012 | Ven y canta                 | Violetta-Cast                                                                                 | Jorge Nisco, Martín Saban |
| 2012 | Are You Ready for the Ride? | Jorge Blanco, Facundo Gambandé, Nicolás Garnier, Samuel Nascimento und Rodrigo Velilla        | Jorge Nisco, Martín Saban |
| 2012 | Nel mio mondo               | Martina Stoessel                                                                              | Jorge Nisco, Martín Saban |
| 2012 | Ti credo                    | Lodovica Comello                                                                              | Jorge Nisco, Martín Saban |
| 2012 | Ser mejor                   | Violetta-Cast                                                                                 | Jorge Nisco, Martín Saban |
| 2013 | Hoy somos más               | Martina Stoessel                                                                              | Jorge Nisco, Martín Saban |
| 2013 | Código amistad              | Martina Stoessel, Lodovica Comello und Candelaria Molfese                                     | Jorge Nisco, Martín Saban |
| 2013 | Luz, cámara y acción        | Ruggero Pasquarelli                                                                           | Jorge Nisco, Martín Saban |
| 2013 | Nuestro camino              | Martina Stoessel und Jorge Blanco                                                             | Jorge Nisco, Martín Saban |
| 2013 | Podemos                     | Martina Stoessel und Jorge Blanco                                                             | Jorge Nisco, Martín Saban |
| 2013 | Veo Veo                     | Alba Rico, Candelaria Molfese, Lodovica Comello, Lucía Gil, Martina Stoessel, Mercedes Lambre | Jorge Nisco, Martín Saban |
| 2013 | Si es por amor              | Martina Stoessel und Mercedes Lambre                                                          | Jorge Nisco, Martín Saban |

### Videoalben
Seit dem 16. April 2015 erscheint die erste Staffel von Violetta auch im deutschsprachigen Raum. Dabei wird diese Staffel in 10 Einzelboxen mit je 2 DVDs à 4 Folgen aufgeteilt. Die Altersfreigabe liegt bei 0 Jahren.
| DVD-Titel             | Veröffentlichung   | Kurzinformationen                                          | FSK   | Folgen |
| --------------------- | ------------------ | ---------------------------------------------------------- | ----- | ------ |
| Staffel 1 – Volume 1  | 16. April 2015     | Diese DVD enthält die Folgen 01 bis 08 der ersten Staffel. | o.Al. | 8      |
| Staffel 1 – Volume 2  | 16. April 2015     | Diese DVD enthält die Folgen 09 bis 16 der ersten Staffel. | o.Al. | 8      |
| Staffel 1 – Volume 3  | 16. April 2015     | Diese DVD enthält die Folgen 17 bis 24 der ersten Staffel. | o.Al. | 8      |
| Staffel 1 – Volume 4  | 25. Juni 2015      | Diese DVD enthält die Folgen 25 bis 32 der ersten Staffel. | o.Al. | 8      |
| Staffel 1 – Volume 5  | 25. Juni 2015      | Diese DVD enthält die Folgen 33 bis 40 der ersten Staffel. | o.Al. | 8      |
| Staffel 1 – Volume 6  | 25. Juni 2015      | Diese DVD enthält die Folgen 41 bis 48 der ersten Staffel. | o.Al. | 8      |
| Staffel 1 – Volume 7  | 10. September 2015 | Diese DVD enthält die Folgen 49 bis 56 der ersten Staffel. | o.Al. | 8      |
| Staffel 1 – Volume 8  | 10. September 2015 | Diese DVD enthält die Folgen 57 bis 64 der ersten Staffel. | o.Al. | 8      |
| Staffel 1 – Volume 9  | 10. September 2015 | Diese DVD enthält die Folgen 65 bis 72 der ersten Staffel. | o.Al. | 8      |
| Staffel 1 – Volume 10 | 10. September 2015 | Diese DVD enthält die Folgen 73 bis 80 der ersten Staffel. | o.Al. | 8      |

### Hörspiele
Am 10. April und 9. Oktober 2015 erschienen jeweils sechs Folgen der 1. Staffel als Originalhörspiel bei Kiddinx. Neben den deutschen Synchronsprechern der Serie ist Dagmar Bittner als Erzählerin zu hören. Jeweils zwei TV-Folgen sind auf einer Hörspiel-CD mit je etwas mehr als einer Stunde Laufzeit zusammengefasst, so dass die Hörspielserie derzeit neun CDs umfasst.

### Bücher
Wie auch in anderen Länder erschienen auch in Deutschland bereits kurz nach dem Start der Serie die ersten Bücher. Fast alle Bücher erschienen bei Parragon Books Ltd Bath, nur das Freundebuch im Oktober 2014 erschien hingegen bei Panini.
Bücher zur Serie
In der Kategorie Bücher zur Serie sind jene Bücher gelistet, die die Handlung der Serie nacherzählen.
| Band   | Titel                       | ISBN                   |
| ------ | --------------------------- | ---------------------- |
| Band 1 | In meiner Welt              | ISBN 978-1-4723-5966-7 |
| Band 2 | Herz im Zweifel             | ISBN 978-1-472-35965-0 |
| Band 3 | Niemand kann mich aufhalten | ISBN 978-1-4748-1108-8 |
| Band 4 | Ein Traum wird wahr         | ISBN 978-1-4748-1107-1 |
| Band 5 | Meine Welt steht Kopf       | ISBN 978-1-4748-1376-1 |
| Band 6 | Singen ist mein Leben       | ISBN 978-1-4748-1375-4 |
| Band 7 | Echte Freundschaft          | ISBN 978-1-4748-5000-1 |
| Band 8 | Die wahre Liebe             | ISBN 978-1-4748-5001-8 |

Andere Bücher
| Titel                                                                                      | Erscheinungsdatum | Seiten |
| ------------------------------------------------------------------------------------------ | ----------------- | ------ |
| Hinter den Kulissen: Dein VIP-Pass für die beliebte TV-Show. ISBN 978-1-4723-5963-6        | 4. Juli 2014      | 64     |
| Mein Tagebuch: Meine Geheimnisse. Meine Träume. ISBN 978-1-4723-5964-3                     | 4. Juni 2014      | 192    |
| Freundebuch. ISBN 978-3-8332-2939-8                                                        | 13. Oktober 2014  | 80     |
| Mein Tagebuch 2: Ein Jahr später. ISBN 978-1-4748-1113-2                                   | 24. Juli 2015     | 192    |
| Mein Tagebuch 3: Freunde seit 3 Jahren. ISBN 978-1-4748-5174-9                             | 6. Mai 2016       | 160    |
| Hinter den Kulissen Band 2: Dein VIP Pass für die beliebte TV-Show. ISBN 978-1-4748-5173-2 | 16. Mai 2016      | 96     |

### Magazin
Am 10. Oktober 2012 erschien in Italien das offizielle Magazin zur Serie. Diese Zeitschrift wird monatlich unter der Leitung von Veronica Di Lisio veröffentlicht. In der Zeitschrift gibt es Interviews, unveröffentlichte Fotos und Poster zur Serie. Zudem gibt es auch Spiele. In den Ländern Argentinien, Spanien, Chile und Russland gibt es das Magazin auch zu kaufen. In Deutschland erschien das erste Magazin zum Sendestart Anfang Mai 2014 exklusiv bei Müller wie auch andere Merchandisingartikel. Seit dem 26. August 2014 erscheint das Magazin immer monatlich beim Egmont Verlag.
| Nr. | Magazin | Erscheinungsdatum  |
| --- | ------- | ------------------ |
| 1   |         |                    |
| 2   | 09/14   | 26. August 2014    |
| 3   | 10/14   | 30. September 2014 |
| 4   | 11/14   | 28. Oktober 2014   |
| 5   | 12/14   | 25. November 2014  |
| 6   | 01/15   | 30. Dezember 2014  |
| 7   | 02/15   | 27. Januar 2015    |
| 8   | 03/15   | 24. Februar 2015   |
| 9   | 04/15   | 31. März 2015      |
| 10  | 05/15   | 28. April 2015     |
| 11  | 06/15   | 26. Mai 2015       |
| 12  | 07/15   | 23. Juni 2015      |
| 13  | 08/15   | 28. Juli 2015      |
| 14  | 09/15   | 25. August 2015    |
| 15  | 10/15   | 29. September 2015 |
| 16  | 11/15   | 27. Oktober 2015   |
| 17  | 12/15   | 24. November 2015  |
| 18  | 01/16   | 29. Dezember 2015  |

### Sticker-Album
Das Sticker-Album wurde in Italien von Panini am selben Tag wie das Magazin veröffentlicht. Die Sticker gibt es in den Magazinen oder einzeln zu kaufen.
In Deutschland wurde das Sticker-Album am 26. August 2014 veröffentlicht. Genau wie in Italien wurde am gleichen Tag das erste in Serie produzierte Magazin mit einer Beilage von Stickern herausgebracht. Das Album umfasst 32 Seiten und beinhaltet 192 Sticker inklusive 24 Spezialsticker. Auch hier ist es geplant, jedem Violetta-Magazin jeweils eine Stickertüte beizulegen. Aber auch in anderen Magazinen soll eine Stickertüte sporadisch zu finden sein. Ebenso soll eine Stickertüte in einzelnen Violetta-Artikeln, als auch bei Bestellungen über myToys.de beigelegt werden.
Zu kaufen gibt es die Sticker aber auch als Einzeltüte (à fünf Sticker), im Multipack (acht Stickerüten, insgesamt 40 Sticker) und als Sticker Box mit 50 Stickertüten (250 Sticker). Das Album erscheint auch hier bei Panini, wo man online auch fehlende Sticker tauschen und nachbestellen kann.

### App
Im April 2013 erschien die App Tap Tap Revenge: Tour für Geräte mit iOS-Betriebssystem, welche auch Songs der ersten beiden Violetta-Alben beinhaltet. Während der Song Ven y Canta kostenlos ist, müssen die Songs Veo Veo, Ser Mejor, Juntos Somos Mas und En Mi Mundo für umgerechnet ca. 1,48 € gekauft werden.

## Ableger

### The U-Mix Show
The U-Mix Show war eine 20-minütige Sendung, die wöchentlich eine Zusammenfassung der Woche und Interviews mit den Darstellern der Serie zeigte.

### El V-log de Francesca
„El V-Log de Francesca“ war eine Webserie mit Lodovica Comello, die in ihrem Schlafzimmer spielt. Die sechzehnteilige Miniserie hatte am 10. Juni 2012 Premiere und am 22. Oktober 2012 kam die letzte Folge. Die Miniserie wurde auf dem YouTube-Kanal des Disney Channels Lateinamerika und auf dessen Webseite veröffentlicht. In Italien trägt die Sendung den Namen „Il videoblog di Francesca“, oder den Titel „O V-Log de Francesca“ in Italien und Brasilien.

### Ludmila Cyberst@r
„Ludmila Cyberst@r“ war eine Webserie mit Mercedes Lambre. Die achtteilige Miniserie hatte am 1. Juni 2012 Premiere und am 17. September 2012 kam die letzte Folge. Die Miniserie wurde auf dem YouTube-Kanal des Disney Channels Lateinamerika und auf dessen Webseite veröffentlicht.

### Angie e le ricette di Violetta
„Angie e le ricette di Violetta“ war eine Serie des italienischen Disney Channels und wurde dort ab dem 9. Juni 2014 ausgestrahlt. Die Serie umfasst 20 Episoden, in denen Clara Alonso als Angie Rezepte kocht, die inspiriert durch Violettas Leben, ihre Freunde und ihre Familie entstanden sind. Mirta Wons unterstützt Angie als Olga per Videochat dabei, dass ihre Rezepte gelingen. Ihre Rezepte stellt Angie dann in einen Blog.

## Konzert
Die zweite Violetta-Tour Violetta Live 2015 war eine Welt-Tour, wobei das erste Konzert am 3. Januar 2015 in Madrid und das letzte Konzert am 1. November 2015 in Nizza stattfand.

## Film

### Violetta – Live in Concert
Violetta: La Emoción del Concierto ist ein Kinofilm und handelt vom Live-Auftritt in Mailand. Er zeigt zudem Backstage-Momente der Show. Er kam am 2. April 2014 als Violetta: En Concierto, in einer anderen Version mit Backstage-Material der Konzerte in Buenos Aires, in die Kinos Lateinamerikas. Im deutschsprachigen Raum wurde der Konzertfilm unter dem Namen Violetta – Live in Concert am 16. Oktober 2014 veröffentlicht.

### Violetta – Der Weg zum Erfolg
Violetta – Der Weg zum Erfolg (Violetta: The Journey) ist eine Dokumentation, die neben Archivmaterial und einem brandneuen Konzertmitschnitt aus Montpellier auch bisher unveröffentlichte Interviews der Darsteller zeigt. Die Erstausstrahlung im deutschsprachigen Raum erfolgte am 15. Oktober 2016, die DVD wurde am 27. Oktober 2016 veröffentlicht.

## Specials

### Solo Amor y Mil Canciones
Zum 10-jährigen Jubiläum veröffentlichte Disney am 8. Dezember 2022 auf der Streaming-Plattform Disney+ ein Special namens Solo Amor y Mil Canciones zur Serie. In dem gut 30-minütigen Special sangen die Hauptdarsteller Martina Stoessel, Jorge Blanco, Candelaria Molfese und Mercedes Lambre fünf Songs der Serie (in neuen Versionen) und sprachen mit den Zuschauern im Saal. Die Aufzeichnung fand im Teatro Astor Piazolla in Buenos Aires statt. Folgende Songs wurden gespielt:
- En mi mundo (gesungen von Martina Stoessel)
- Hoy somos más (gesungen von Martina Stoessel, Candelaria Molfese und Mercedes Lambre)
- Te creo (gesungen von Martina Stoessel)
- Podemos (gesungen von Martina Stoessel und Jorge Blanco)
- Ser mejor (gesungen von Martina Stoessel, Jorge Blanco, Candelaria Molfese und Mercedes Lambre)

Bei dem Titel des Specials Solo Amor y Mil Canciones handelt es sich um eine Textzeile aus dem Refrain des Songs Ser mejor.

## Quoten

### International
In Chile schalten durchschnittlich rund 352.000 Zuschauer zu Violetta ein.
In Spanien sahen 461.000 Zuschauer die Premierenfolge, womit ein Marktanteil von 3,1 % erreicht werden konnte. Das Finale der ersten Staffel steigerte sich dem gegenüber um 93 %.
Die Premiere in Italien wurde von 195.973 Zuschauern gesehen und war die bisher meistgesehene Sendung von Disney Channel Italia. Durchschnittlich schalten rund 200.000 Zuschauer ein. Die Premiere auf Rai Gulp sahen 272.000 Zuschauer, was einen Marktanteil von 1 % bedeutet. Die zweite Folge konnte sich mit 300.000 Zuschauern auf 1,34 % steigern.

### Deutschland
In der Zielgruppe der 3- bis 13-Jährigen konnte Violetta im Juni 2014 durchschnittlich 15,5 % erreichen. Insgesamt erreichten die ersten 40 Folgen im Durchschnitt 12,6 % der 3- bis 13-Jährigen, bei den gleichaltrigen Mädchen waren es sogar rund 16,0 %. Die Vermarktungsseite vom Disney Channel disneymediaplus.de spricht zudem von einem großen Erfolg und guten Einstand der Sendung in diesem Slot, wo die Sendung erfolgreicher als das restliche Programm ist.

## Auszeichnungen
| Nominierungen | Gewinne | Ausstehend | Gesamt |
| ------------- | ------- | ---------- | ------ |
| 21            | 15      | 0          | 36     |

| Jahr | Auszeichnungen                  | Kategorie                                      | Für                                      | Resultat  |
| ---- | ------------------------------- | ---------------------------------------------- | ---------------------------------------- | --------- |
| 2012 | Kids' Choice Awards Argentina   | Lieblings-TV-Serie                             | Lieblings-TV-Serie                       | Nominiert |
| 2012 | Kids' Choice Awards Argentina   | Lieblingsschauspieler                          | Pablo Espinosa                           | Gewonnen  |
| 2012 | Kids' Choice Awards Argentina   | Lieblingsschurke                               | Mercedes Lambre                          | Gewonnen  |
| 2012 | Kids' Choice Awards Argentina   | Weiblicher Newcomer                            | Martina Stoessel                         | Gewonnen  |
| 2013 | Nickelodeon Kids' Choice Awards | Bester lateinamerikanischer Künstler           | Martina Stoessel                         | Nominiert |
| 2013 | Premios Gardel                  | "Bestes Soundtrack Album" von Film / Fernsehen | Violetta (Soundtrack)                    | Gewonnen  |
| 2013 | Martín Fierro Awards            | Herausragendes Kinder- / Jugend-Programm       | Herausragendes Kinder- / Jugend-Programm | Gewonnen  |
| 2013 | Martín Fierro Awards            | Weiblicher Newcomer                            | Martina Stoessel                         | Gewonnen  |
| 2013 | Kids' Choice Awards México      | Lieblingsschauspieler                          | Jorge Blanco                             | Gewonnen  |
| 2013 | Kids' Choice Awards México      | Lieblings-TV-Serie                             | Lieblings-TV-Serie                       | Nominiert |
| 2013 | Kids' Choice Awards México      | Lieblingsschurke                               | Mercedes Lambre                          | Nominiert |
| 2013 | Kids' Choice Awards México      | Bester Nebendarsteller                         | Pablo Espinosa                           | Nominiert |
| 2013 | Kids' Choice Awards México      | Beste Nebendarstellerin                        | María Clara Alonso                       | Nominiert |
| 2013 | Kids' Choice Awards Argentina   | Lieblings-TV-Serie                             | Lieblings-TV-Serie                       | Gewonnen  |
| 2013 | Kids' Choice Awards Argentina   | Lieblings-TV-Schauspieler                      | Jorge Blanco                             | Nominiert |
| 2013 | Kids' Choice Awards Argentina   | Lieblings-TV-Schauspielerin                    | Martina Stoessel                         | Nominiert |
| 2013 | Kids' Choice Awards Argentina   | Lieblings-TV-Schauspielerin                    | Lodovica Comello                         | Nominiert |
| 2013 | Kids' Choice Awards Argentina   | Bester Nebendarsteller/Schauspieler            | Samuel Nascimento                        | Gewonnen  |
| 2013 | Kids' Choice Awards Argentina   | Lieblingsschurke                               | Mercedes Lambre                          | Gewonnen  |
| 2013 | Kids' Choice Awards Argentina   | Männlicher Newcomer                            | Xabiani Ponce de León                    | Nominiert |
| 2014 | Kids' Choice Awards México      | Lieblings-TV-Serie (national)                  | Lieblings-TV-Serie (national)            | Nominiert |
| 2014 | Kids' Choice Awards México      | Lieblingsschauspieler                          | Jorge Blanco                             | Gewonnen  |
| 2014 | Kids' Choice Awards México      | Lieblingsschauspielerin                        | Martina Stoessel                         | Nominiert |
| 2014 | Kids' Choice Awards México      | Lieblingstheaterstück                          | Violetta en Vivo                         | Nominiert |
| 2014 | Kids' Choice Awards México      | Bestes Selfie                                  | Martina Stoessel                         | Nominiert |
| 2014 | Kids' Choice Awards México      | Lieblingsschurke                               | Diego Domínguez                          | Nominiert |
| 2014 | Kids' Choice Awards Colombia    | Lieblings-TV-Serie                             | Lieblings-TV-Serie                       | Nominiert |
| 2014 | Kids' Choice Awards Colombia    | Lieblings-TV-Schauspieler                      | Jorge Blanco                             | Gewonnen  |
| 2014 | Kids' Choice Awards Colombia    | Lieblings-TV-Schauspielerin                    | Martina Stoessel                         | Gewonnen  |
| 2014 | Kids' Choice Awards Colombia    | Lieblingsschurke                               | Mercedes Lambre                          | Gewonnen  |
| 2014 | Meus Prêmios Nick Brasil        | Lieblings-TV-Charakter                         | Violetta                                 | Nominiert |
| 2014 | Kids’ Choice Awards Argentina   | Lieblings-TV-Serie (lokal)                     | Lieblings-TV-Serie (lokal)               | Nominiert |
| 2014 | Kids’ Choice Awards Argentina   | Lieblingsschauspieler                          | Jorge Blanco                             | Nominiert |
| 2014 | Kids’ Choice Awards Argentina   | Lieblingsschauspielerin                        | Mercedes Lambre                          | Nominiert |
| 2014 | Kids’ Choice Awards Argentina   | Lieblingstheaterstück                          | Violetta en Vivo                         | Nominiert |
| 2014 | Kids’ Choice Awards Argentina   | Bester Nebendarsteller/Schauspieler            | Diego Domínguez                          | Gewonnen  |